# Biserica de lemn Sf. Nicolae din Cuștelnic

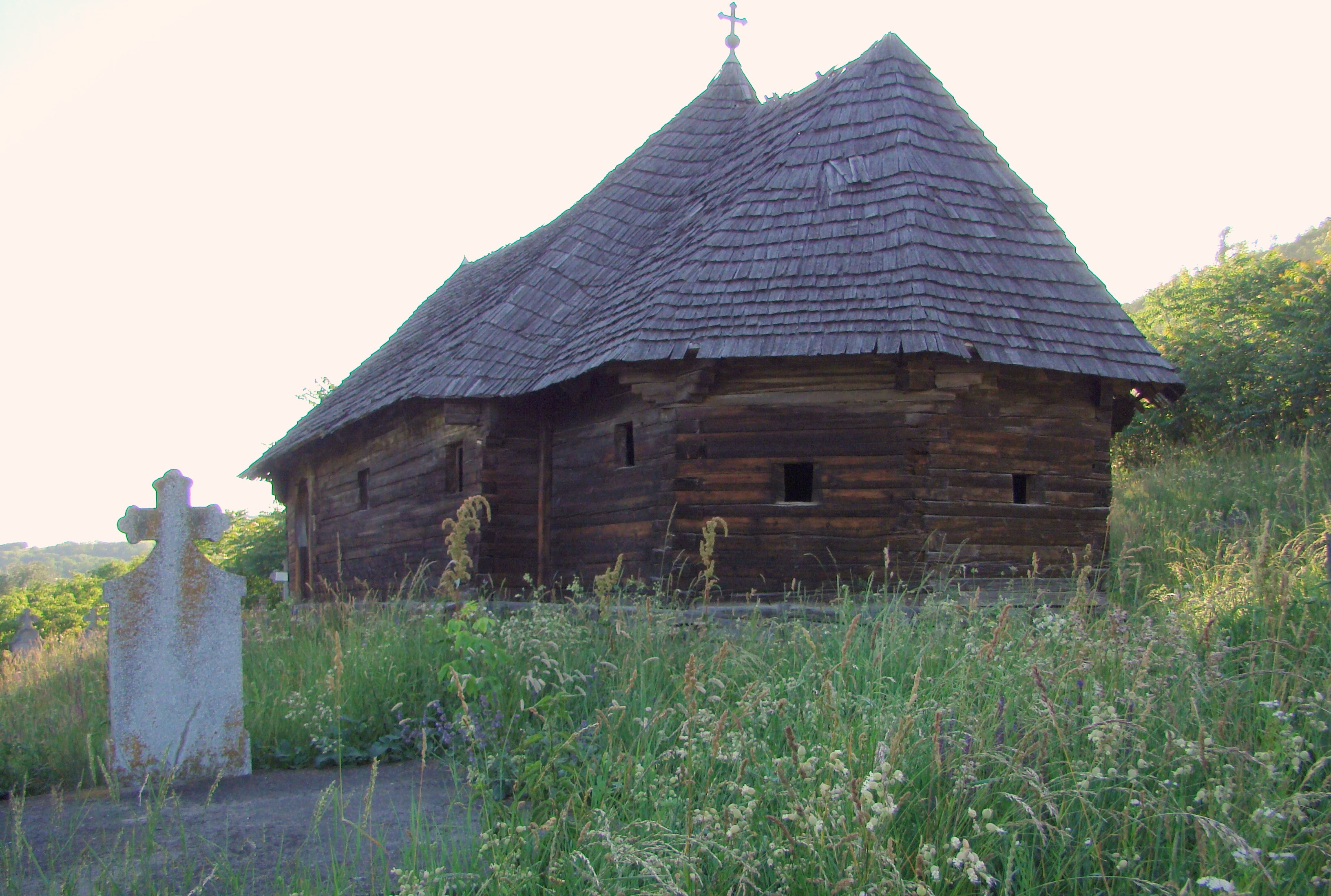
Biserica de lemn „Sfântul Nicolae” din Cuștelnic, oraș Târnăveni, județul Mureș, foto: iunie 2009.

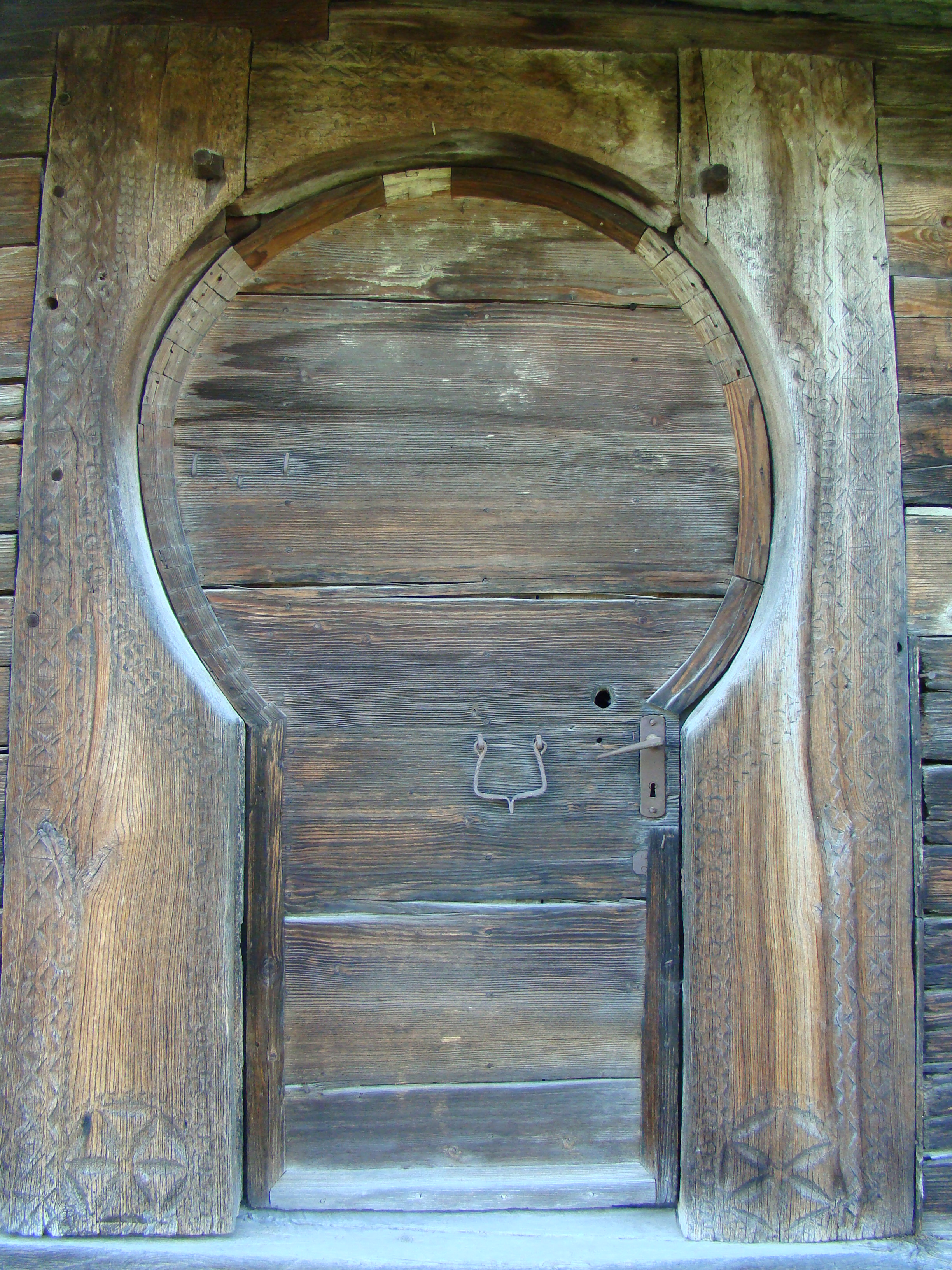
Intrarea în pronaos în formă de gaură de cheie

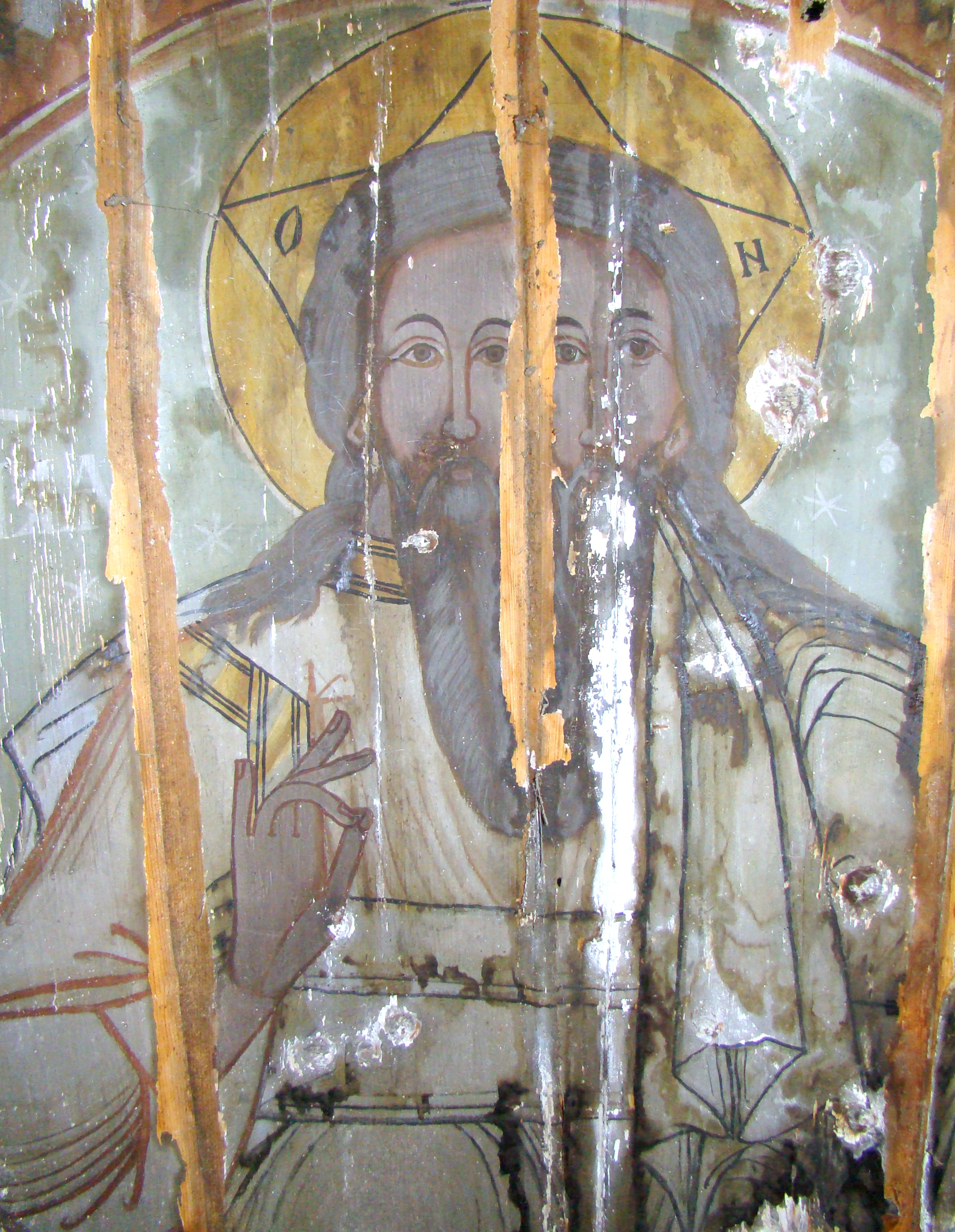
Pictura din altar, reprezentarea Sfintei Treimi

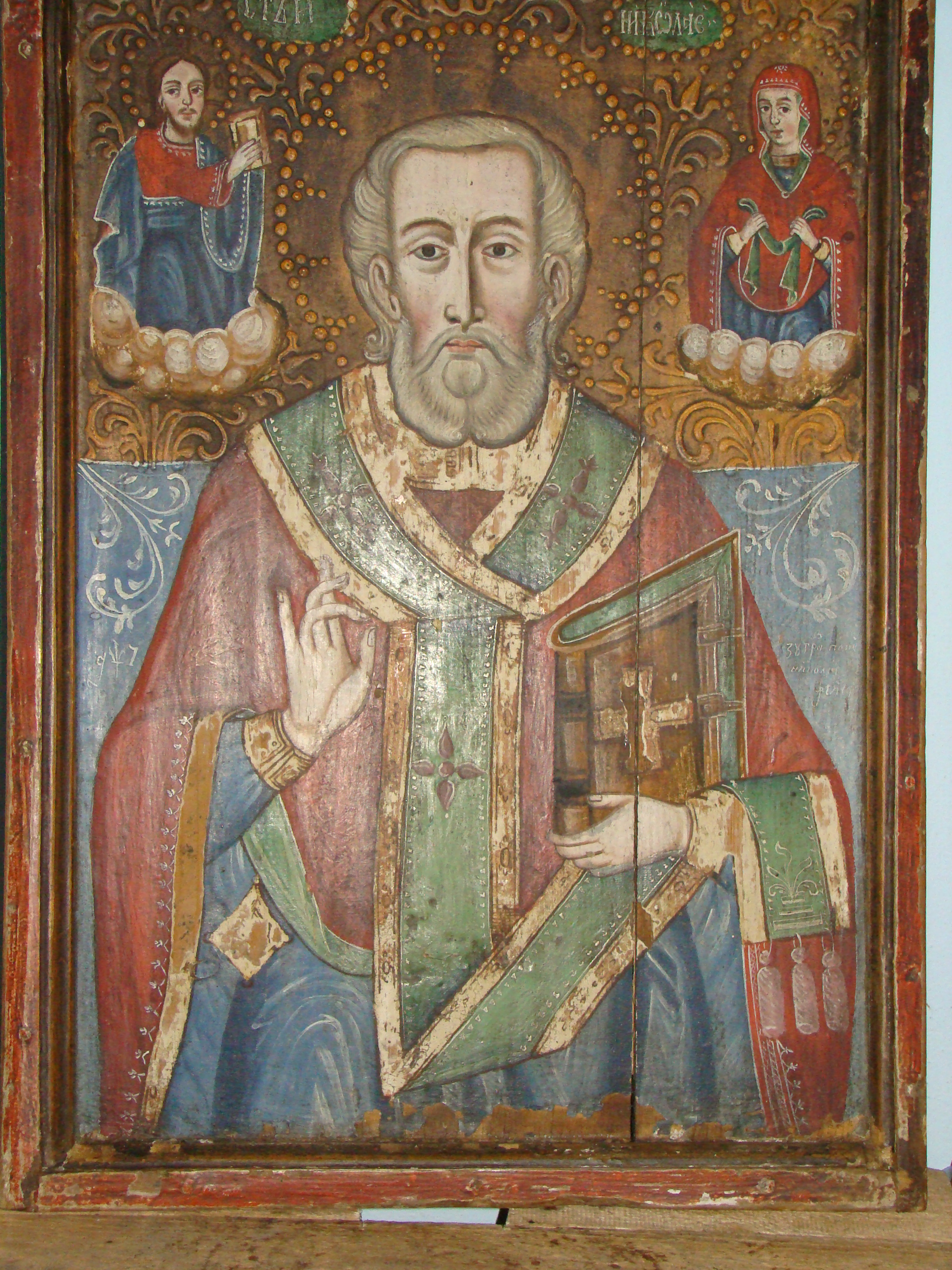
Icoană: Sfântul Nicolae

Biserica de lemn din Cuștelnic, oraș Târnăveni, județul Mureș a fost ridicată în secolul al XVIII-lea. Are hramul „Sfântul Nicolae”. Biserica se află pe lista monumentelor istorice,  MS-II-m-A-15647.

## Istoric și trăsături
Localitatea Cuștelnic se află în imediata vecinătate a municipiului Târnăveni, de care și aparține, până în anii trecuți fiind componentă a localității Gănești. În cimitirul situat pe dealul ce mărginește localitatea se află două biserici de lemn, mărturii ale trecutului istoric și spiritual a comunității românești de odinioară: biserica ortodoxă „Sfântul Nicolae” și biserica greco-catolică „Arhanghelul Mihail”.
Biserica de lemn ce poartă hramul „Sf.Nicolae” face parte din grupul de monumente ce se regăsesc, într-un număr mai mic, în zona de câmpie a Transilvaniei. Potrivit tradiției, biserica a fost realizată în anul 1751, la care s-a folosit material de la biserica anterioară, aflată pe un alt deal, ea fiind menționată de Micu Clain în conscripția din 1733 și de la o alta, provenind din zona Deda și adusă cu plutele prin Ogra. Dacă tradiția indică anul 1751 ca data realizării bisericii, conscripția lui Clain menționează ca existentă o biserică, atestare confirmată și de conscripția din 1750 a lui Petru Pavel Aaron, deci cu un an înaintea datei susținută de tradiție. O găsim menționată și în conscripția lui Buccow din anii 1760-1762, dar și în anul 1805, la conscripția ortodocșilor. Inscripțiile de pe altar și de pe ancadramentul intrării în naos, vin și întăresc tradiția mai sus menționată. Realizatorul edificiului a fost Petre morarul, cunoscut meșter din zonă, care a înțeles necesitatea degajării spațiului de elementele de acoperire și a adoptat forme sculpturale deosebite ca formă și conținut.
Biserica face parte dintr-o categorie planimetrică mai deosebită, având un plan în formă de „corabie”, adică o navă dreptunghiulară, în partea răsăriteană o absidă poligonală, decroșată, în cinci laturi, iar în partea apuseană pronaosul, încheiat în trei laturi, nedecroșat, pe latura sudică având amplasată intrarea principală. Biserica are o infrastructură din lespezi masive de piatră naturală, peste care s-au așezat bârne masive din lemn de stejar, ce formează talpa. Peste acestea s-au ridicat pereții, confecționați din bârne de bar, aproximativ 8-10 bârne, în tehnica „blockbau”, prin suprapunere, cu îmbinări în „coadă de rândunică”, primele trei rânduri dând naștere la acele console, decorate prin  retrageri succesive, ele având atât rol decorativ, cât și de susținere a cununei acoperișului. Șarpanta este confecționată simplu, prin intermediul unor căpriori ce se sprijină direct pe cosoroabă, fiecare pereche fiind întărită prin intermediul unor clești. Față de alte biserici, edificiul de la Cuștelnic nu a avut turn deasupra pronaosului. Ilustrații, dar și planuri mai vechi, arată că anterior a existat un turn-clopotniță, la câțiva metri de capătul de sud-vest al bisericii, ulterior demolat.
Biserica atrage atenția atât prin armonia proporțiilor, cât și prin cele două intrări, ale căror ancadramente au forma găurii de cheie, fiind o formă foarte rar întâlnită, doar la biserica „Sf.Nicolae” din Lăpușna, fiind și singurele din țară. Pe lângă forma lor deosebită, intrările conțin și decorații sculpturale. Intrarea în pronaos în partea inferioară are rozete în câte 4 și 6 petale, iar în partea superioară pomul vieții, marginile având chenare ce cuprind forme geometrice: romburi, cercuri, dinte de lup. Ancadramentul intrării în naos este mai simplu, conținând rozete cu spițe și chenare profilate.
De-a lungul timpului, biserica a avut parte de mai multe intervenții, reparații, uneori și extinderi. Cu sprijinul lui Nicolae Iorga, care a donat 10000 lei, în anul 1940 biserica este renovată. O fotografie realizată după acest act, ne prezintă biserica cu un acoperiș modificat. Nava are un acoperiș în două ape, iar deasupra absidei altarului, acoperișul este mai scund, fiind marcat de frântura verticală de circa 50 de cm.
De o certă valoare artistică este decorația picturală a bisericii, dar mult prea deteriorată datorită intemperiilor care au pătruns în interior. Este creația zugravilor de la Feisa, unde s-a format un centru de pictură, creând opere atât cantitativ cât și calitativ. În prima etapă, din anul 1756, este realizată pictura altarului și iconostasului, ea fiind creația lui Iacov zugravul, din care se remarcă imaginea Sfintei Treimi, cu 3 fețe, 4 ochi, 3 nări, 3 bărbi, 2 mâini, iar în locul triunghiului ce se suprapune nimbului are trei triunghiuri distincte. În anul 1787 se trece la cea de-a doua etapă de înfrumusețare a bisericii, ce se termină în anul 1788, așa cum arată însemnarea de pe filacterul ținut de Sf.Ioan Botezătorul. Pictura este realizată de Popa Nicolae sin Iacov și de Ban Vasilie, după cum arată și inscripția de pe partea superioară a intrării în naos. La Parohia din Cuștelnic sunt păstrate și icoane de valoare: două prăznicare a lui Toader zugrav și trei icoane împărătești ale lui Popa Nicolae sin Iacov.
Această biserică, monument de arhitectură și spiritualitate româneasca, are nevoie urgentă de reparații.

## Imagini din exterior

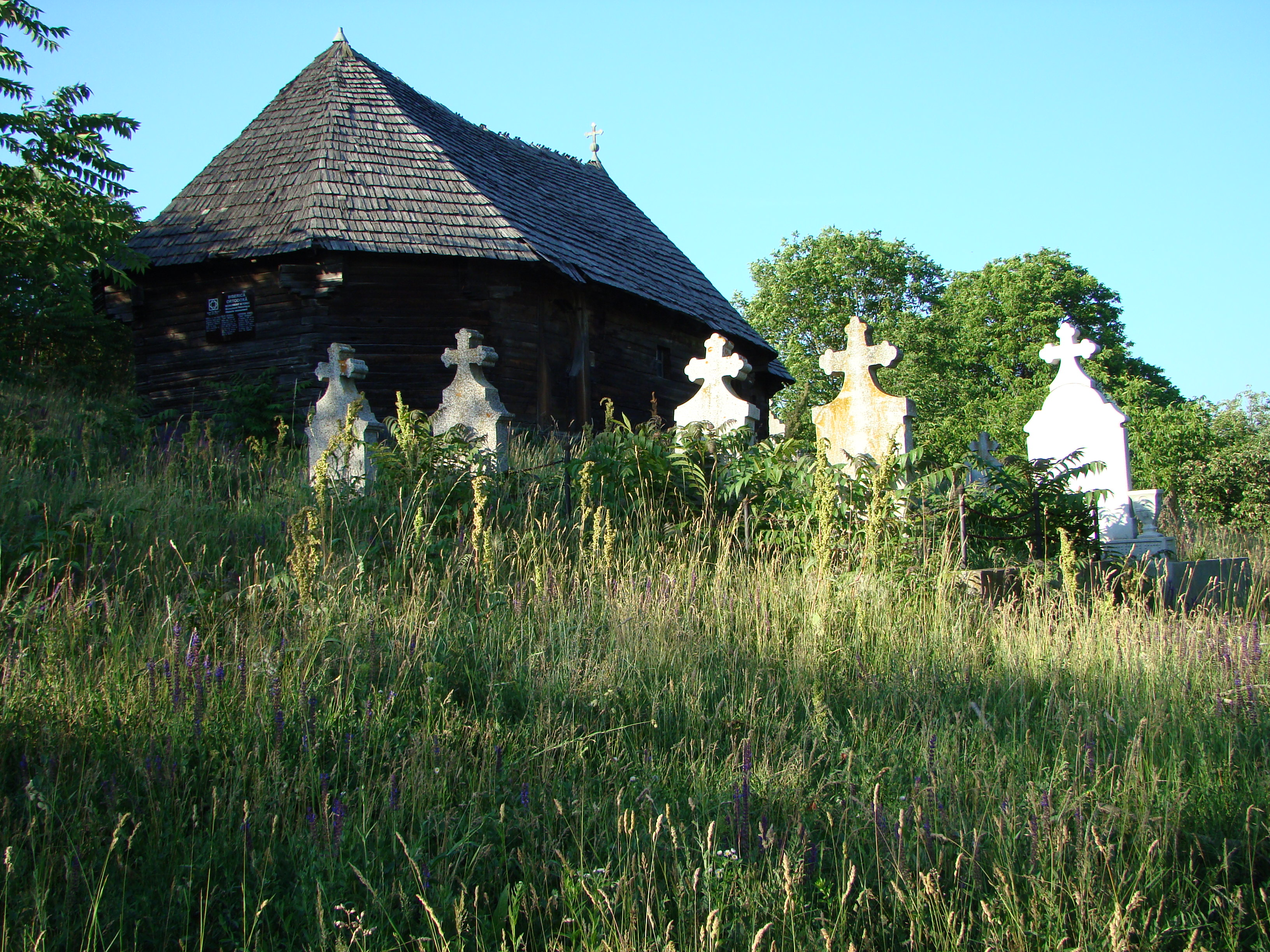
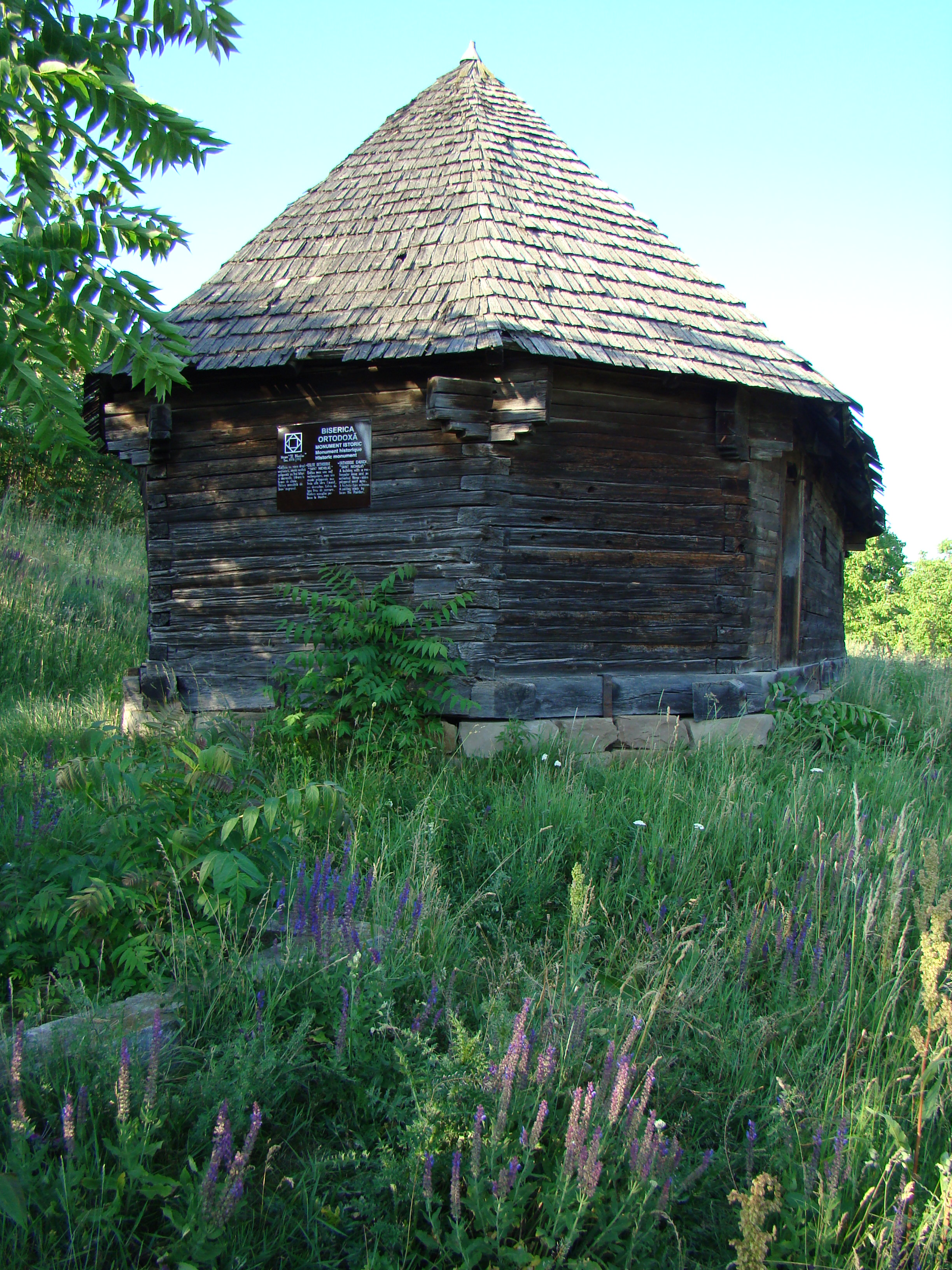
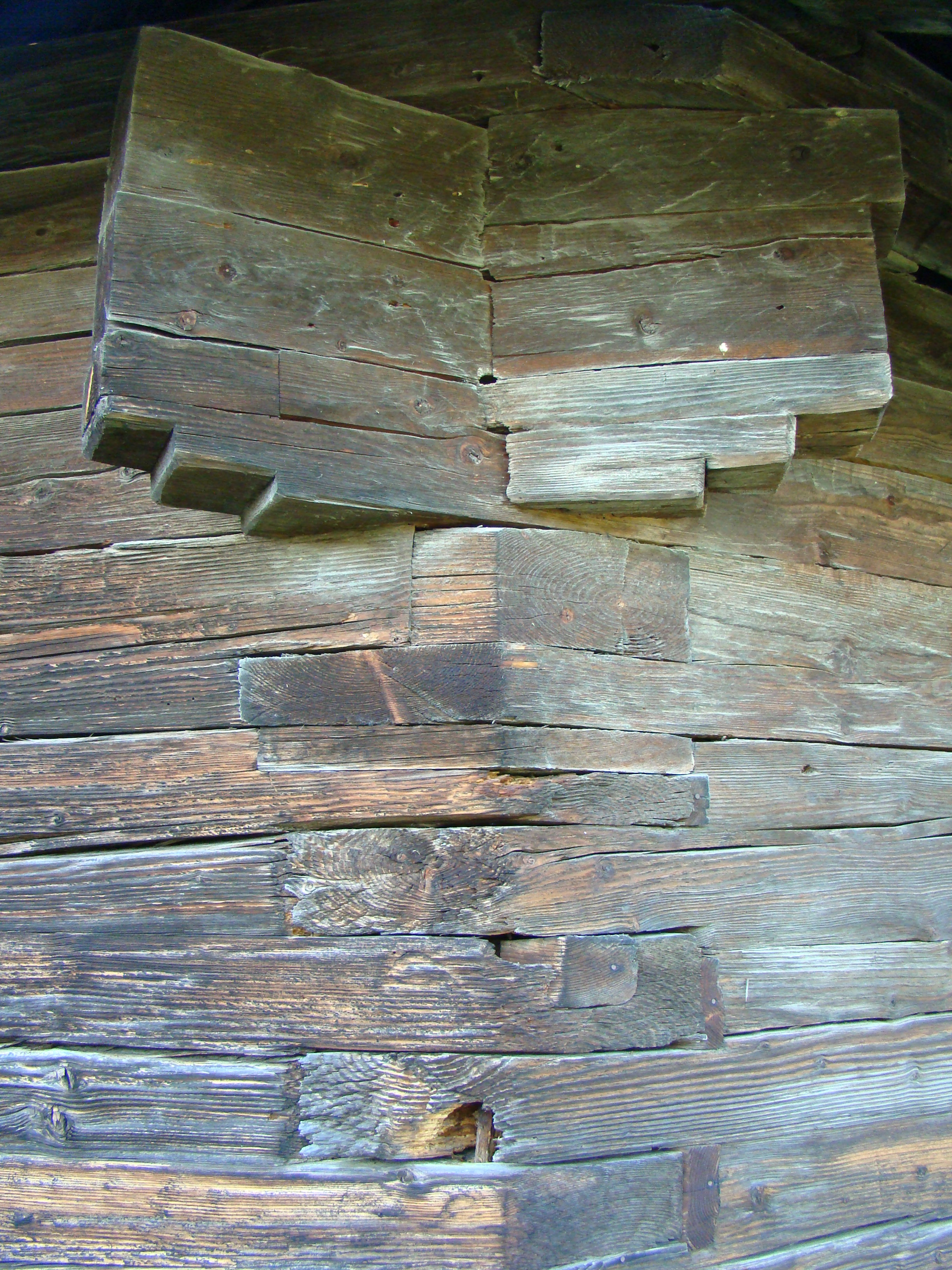
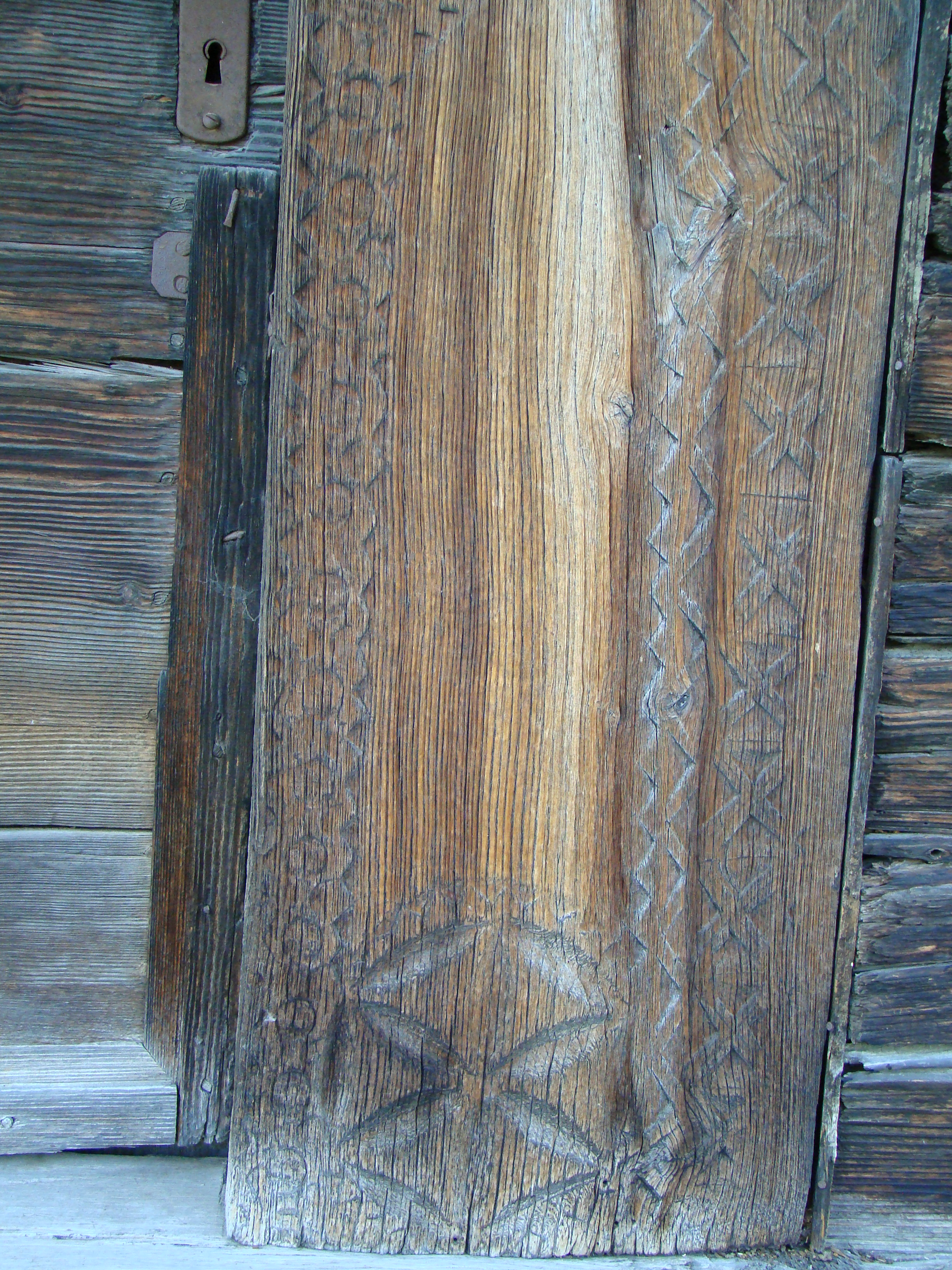
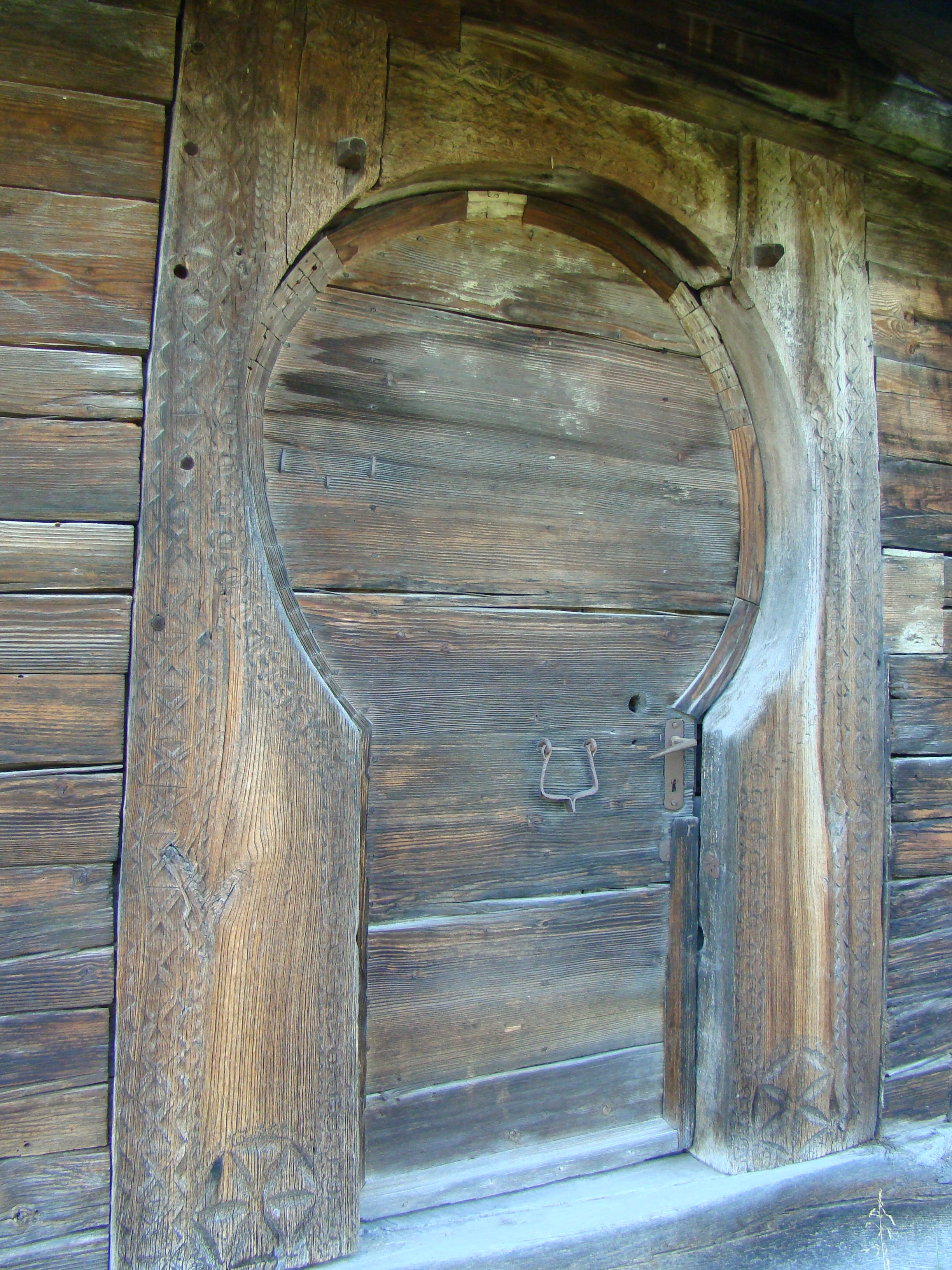
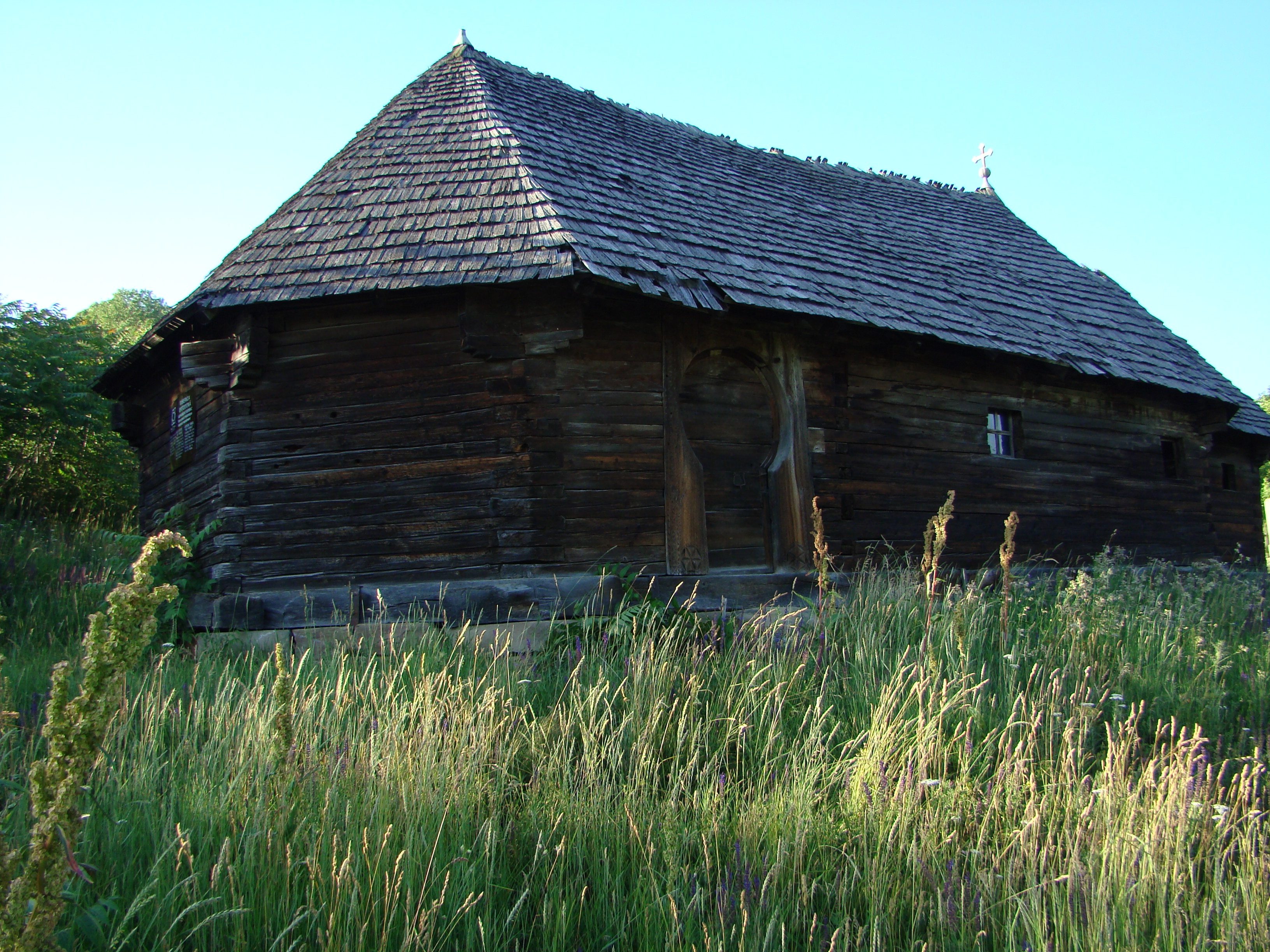
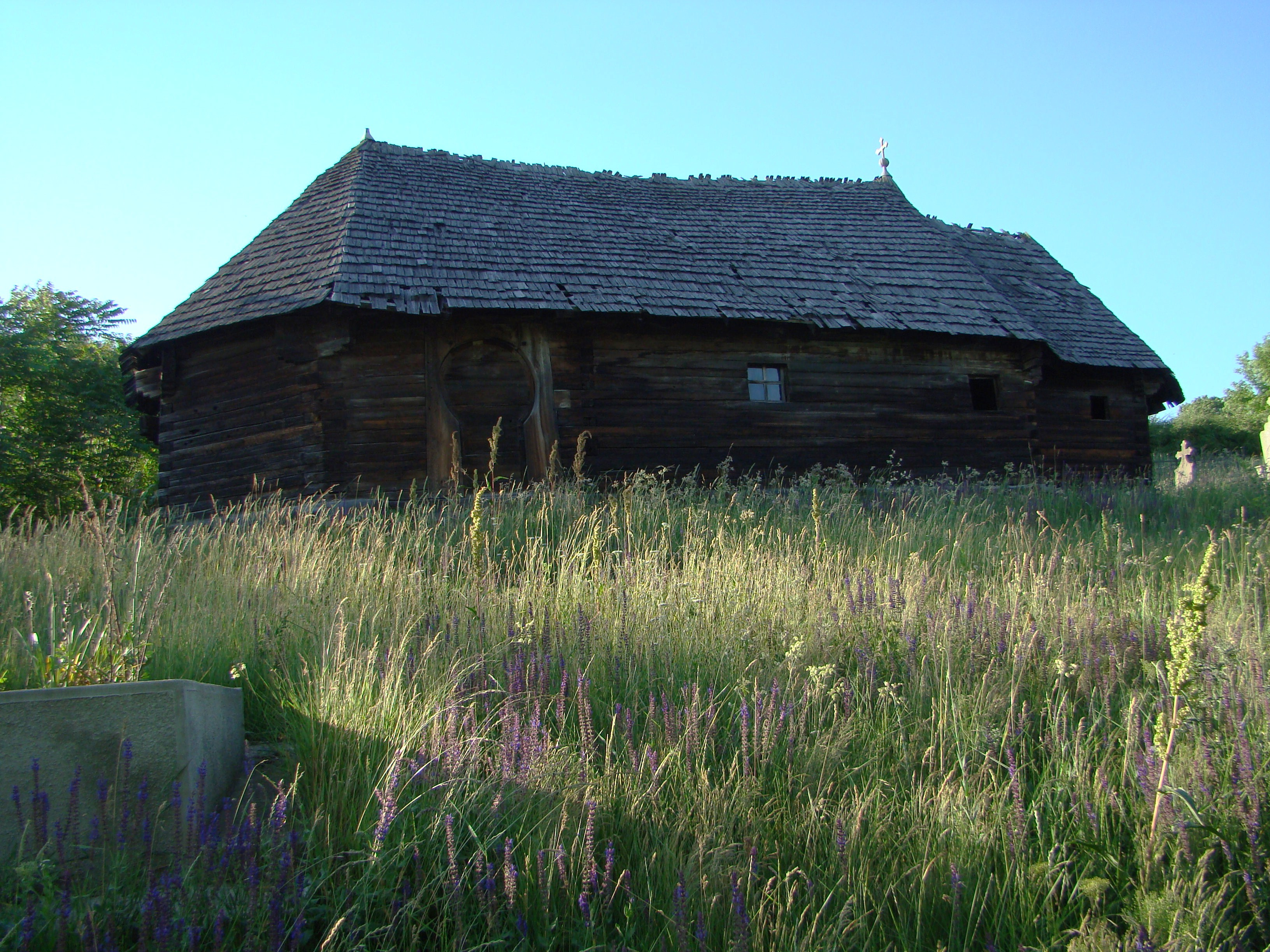
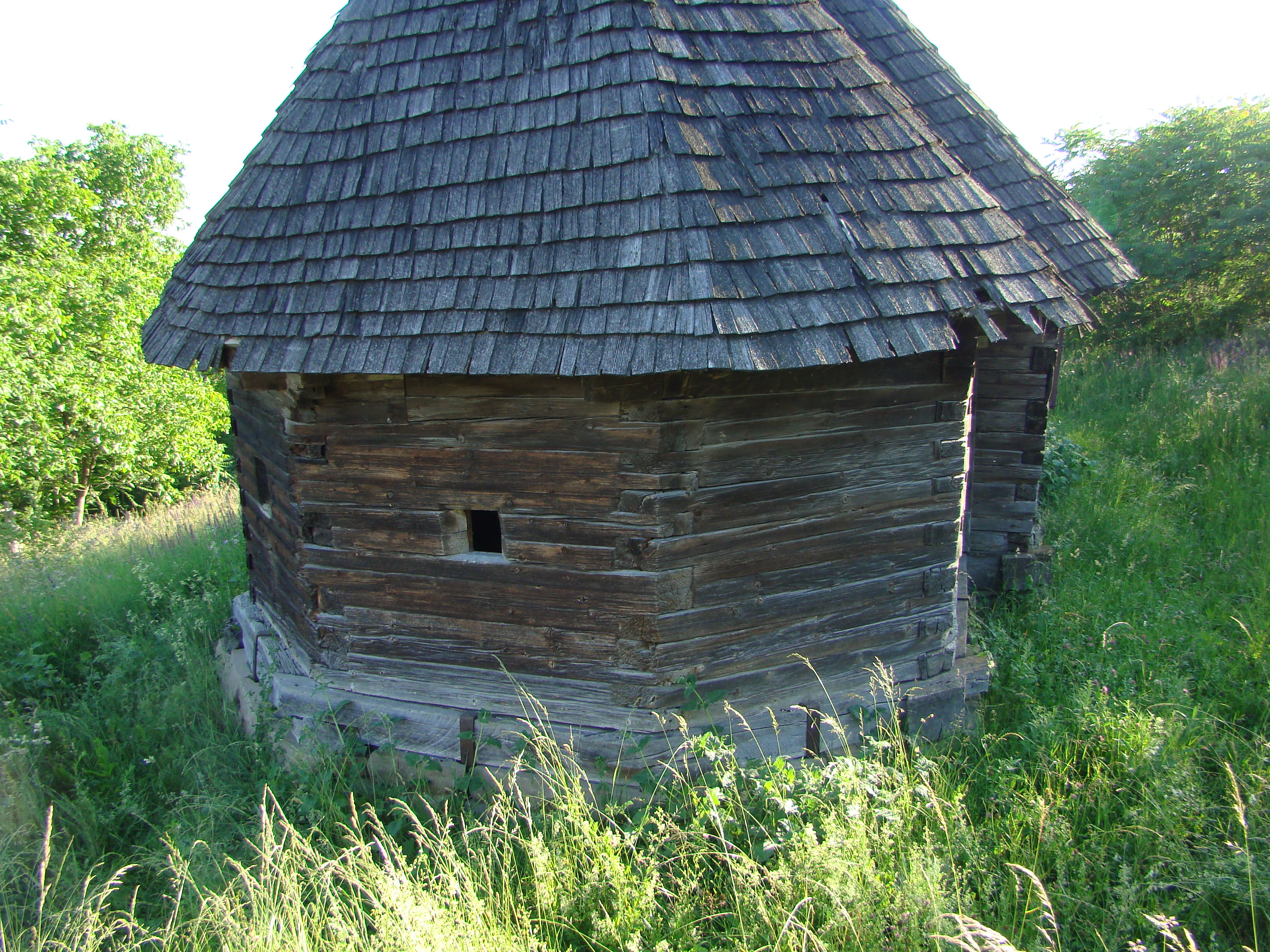
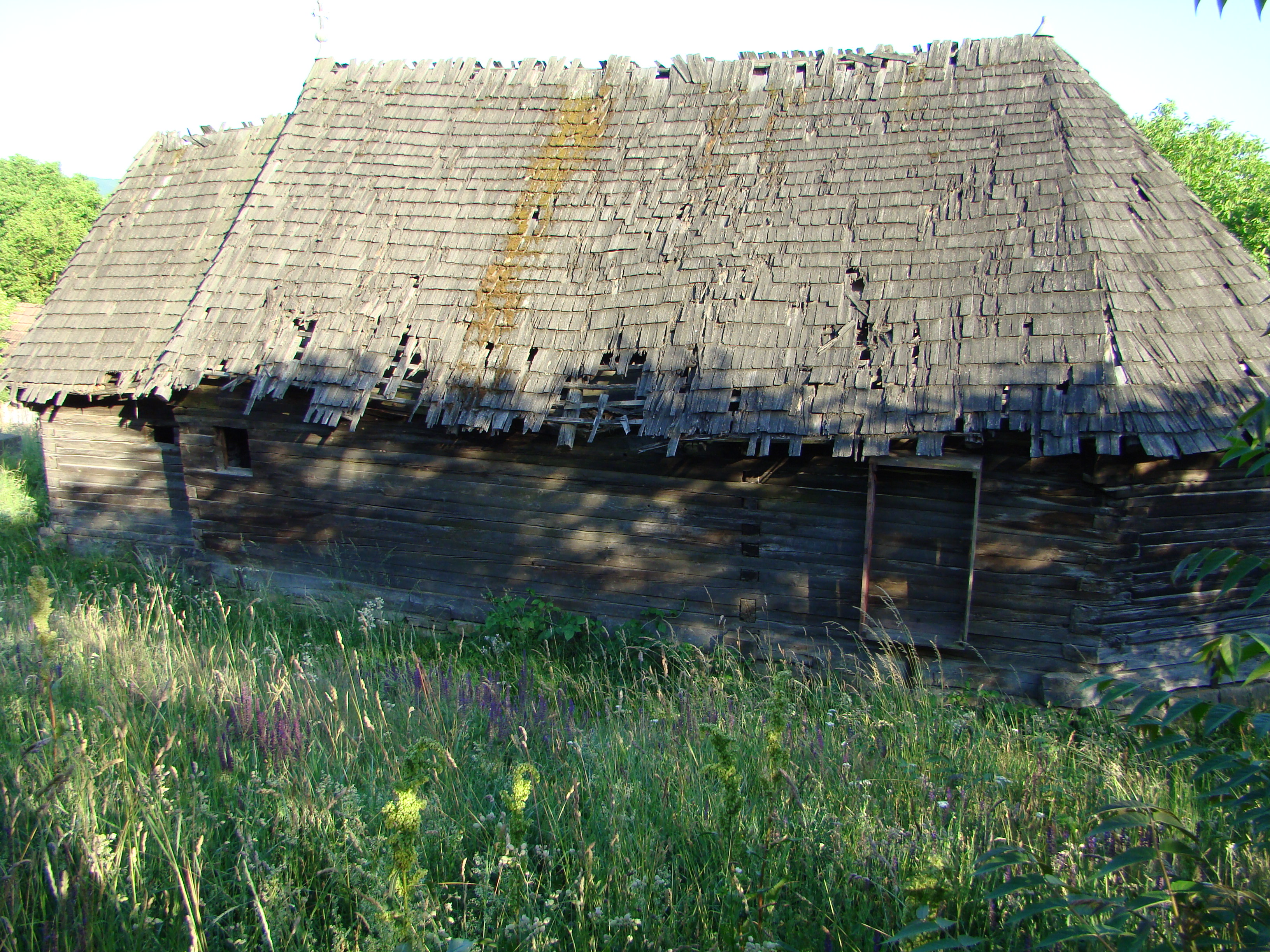
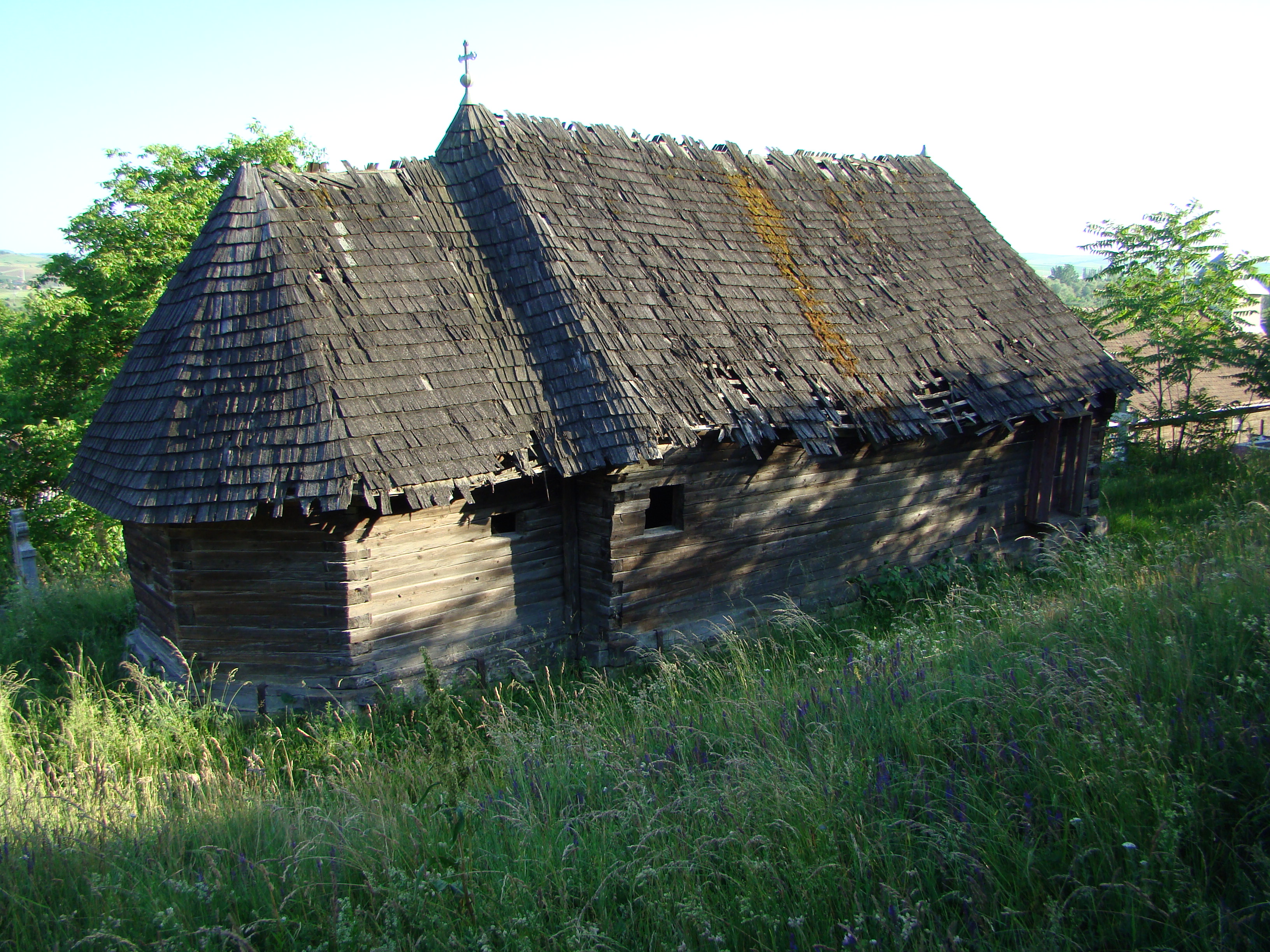
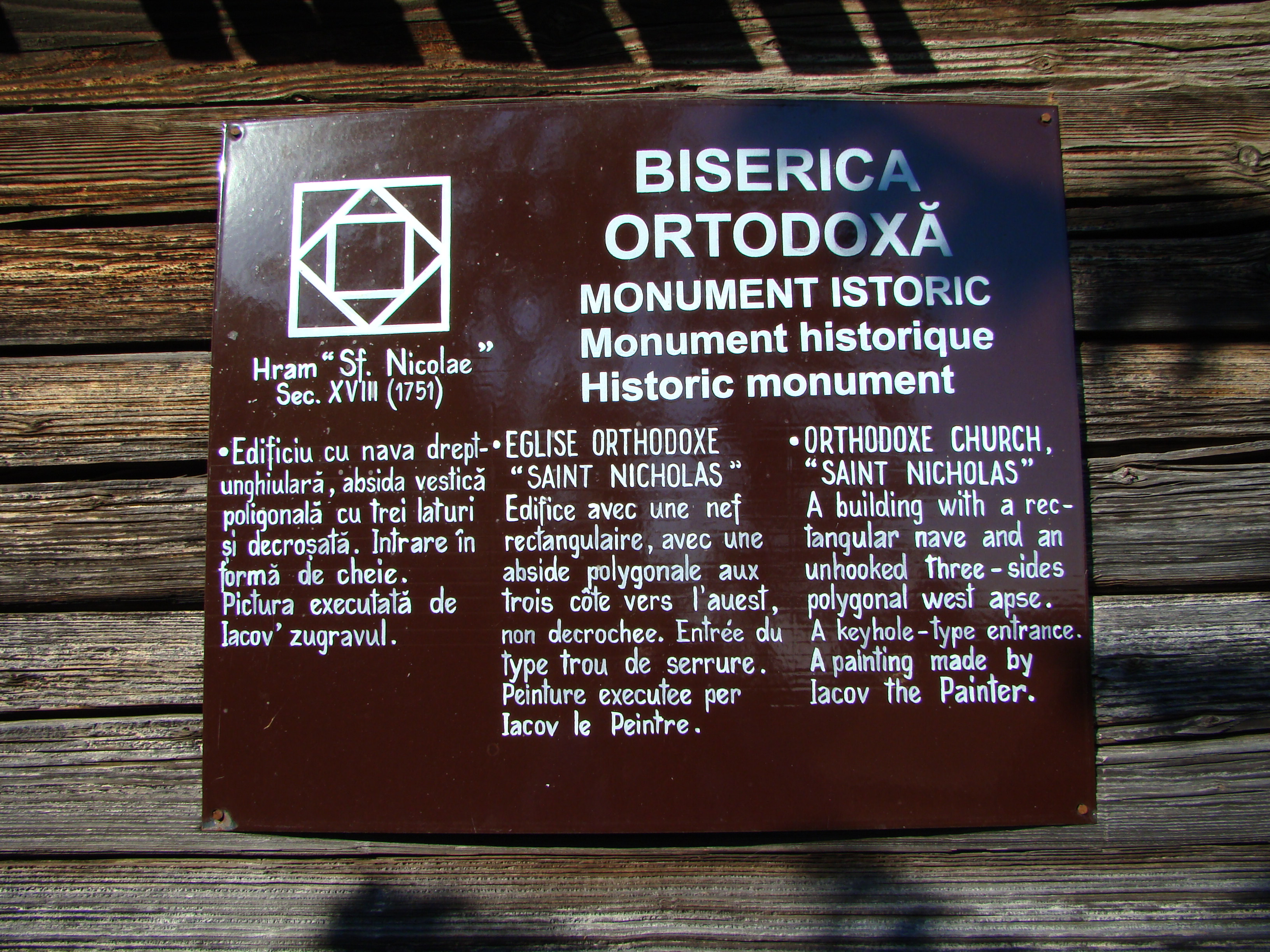

## Imagini din interior

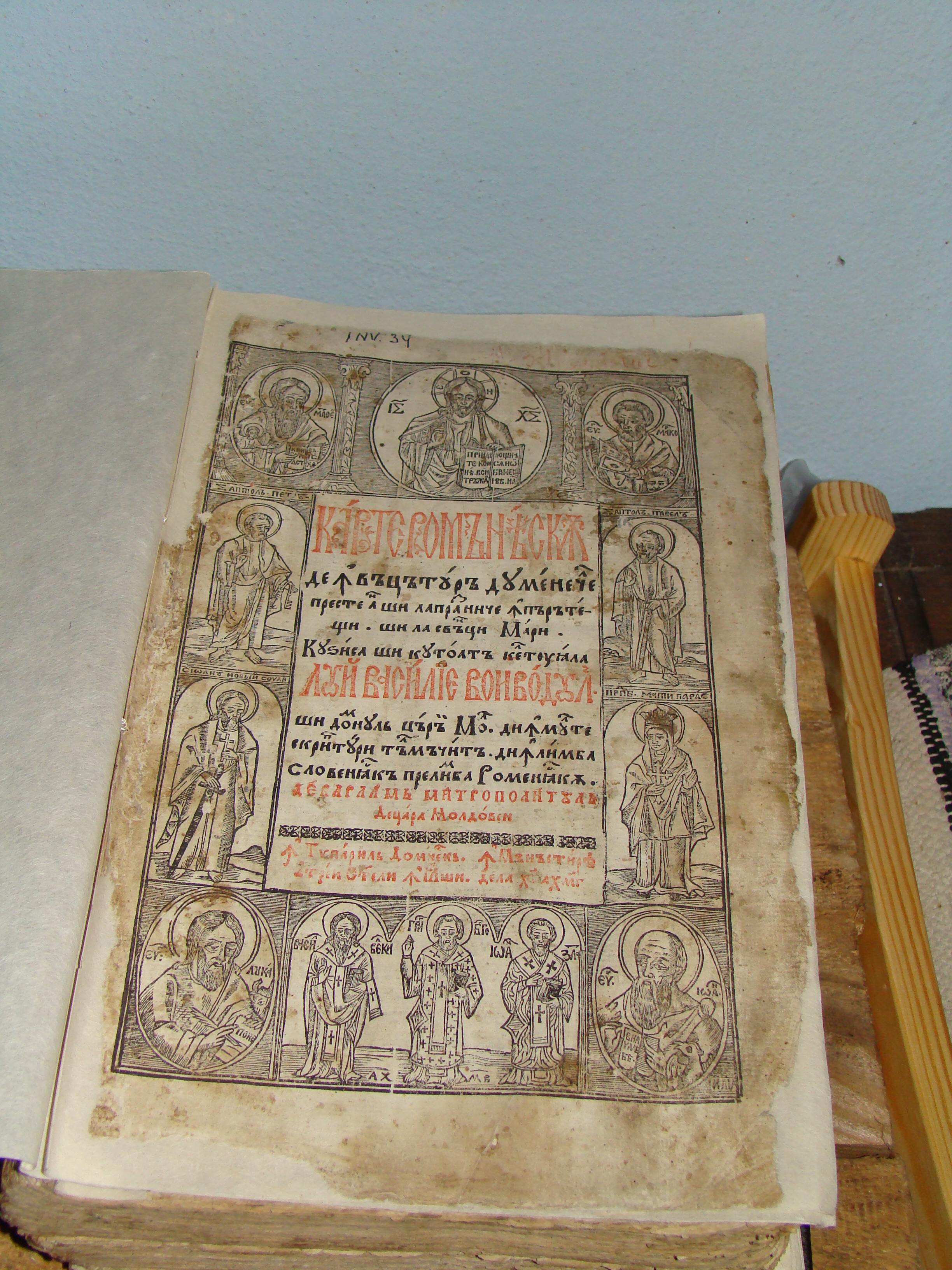
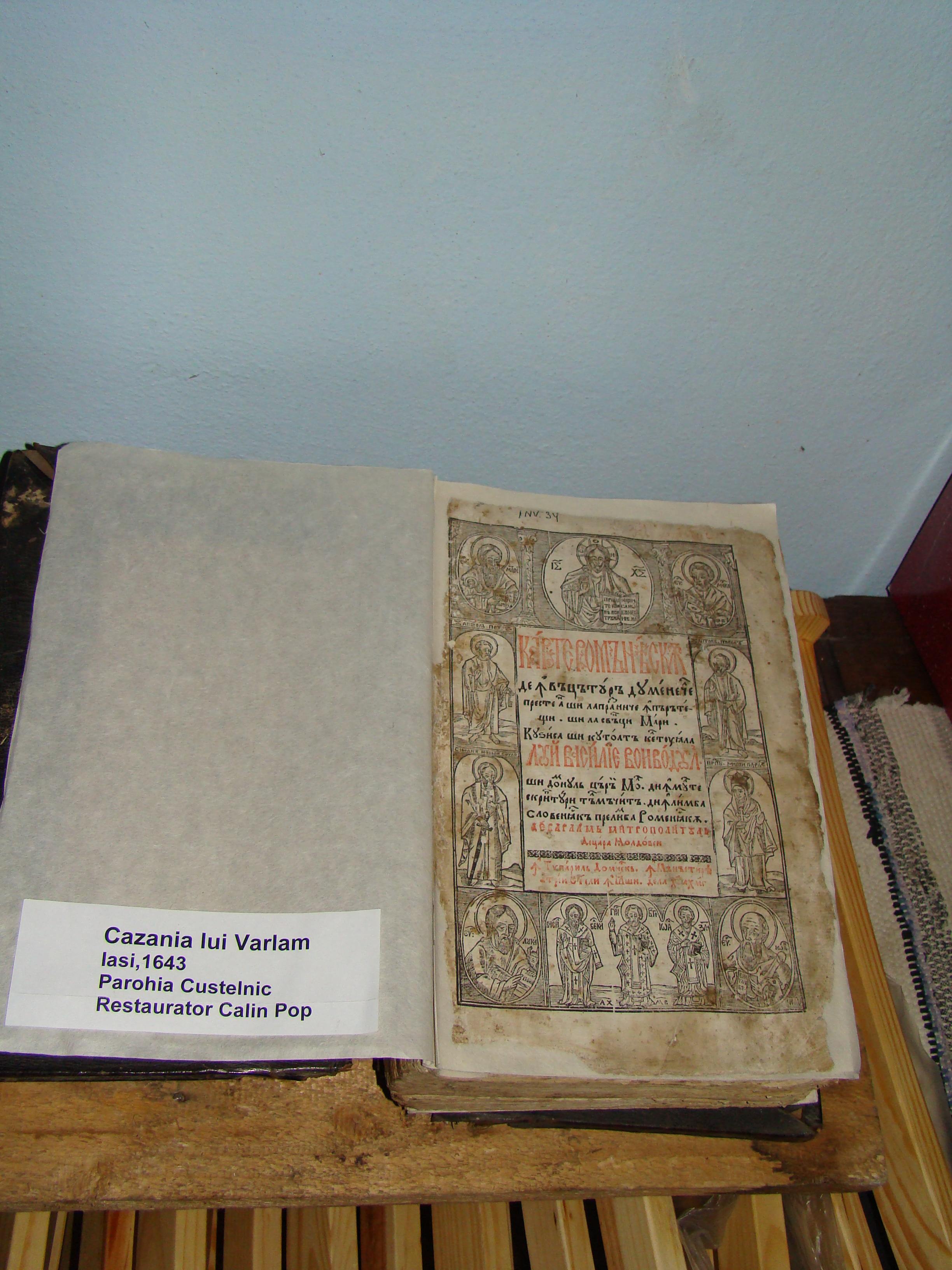
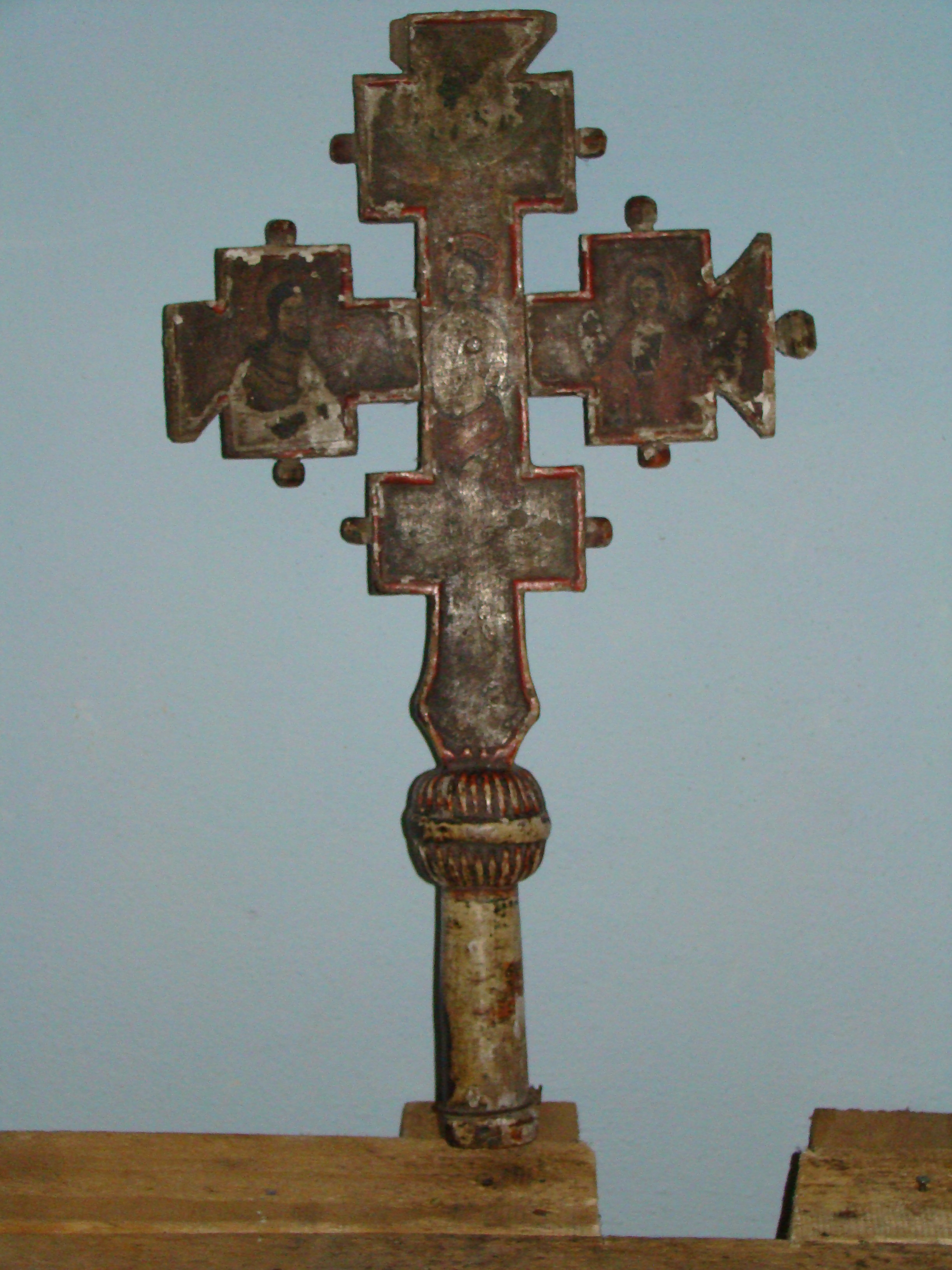
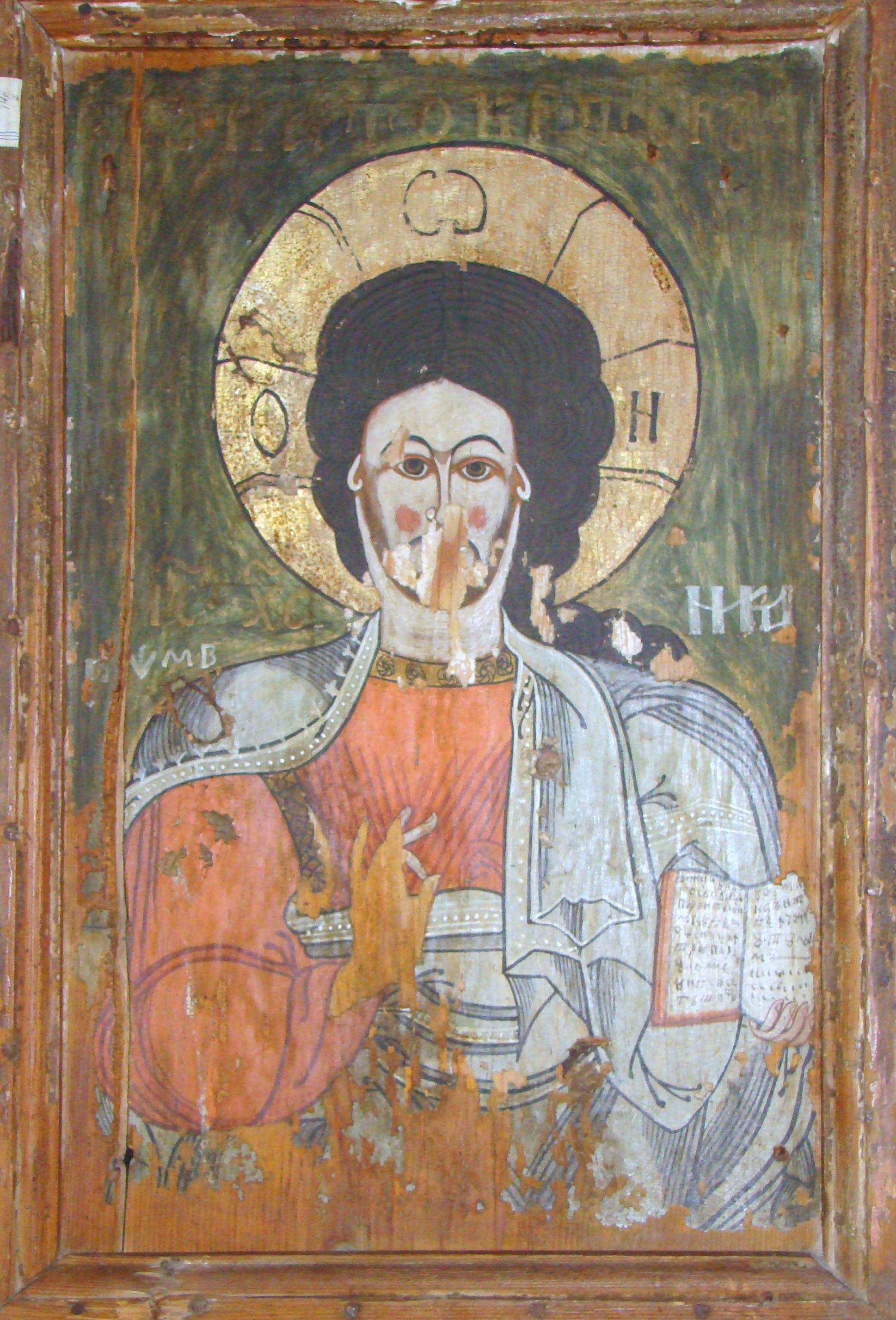
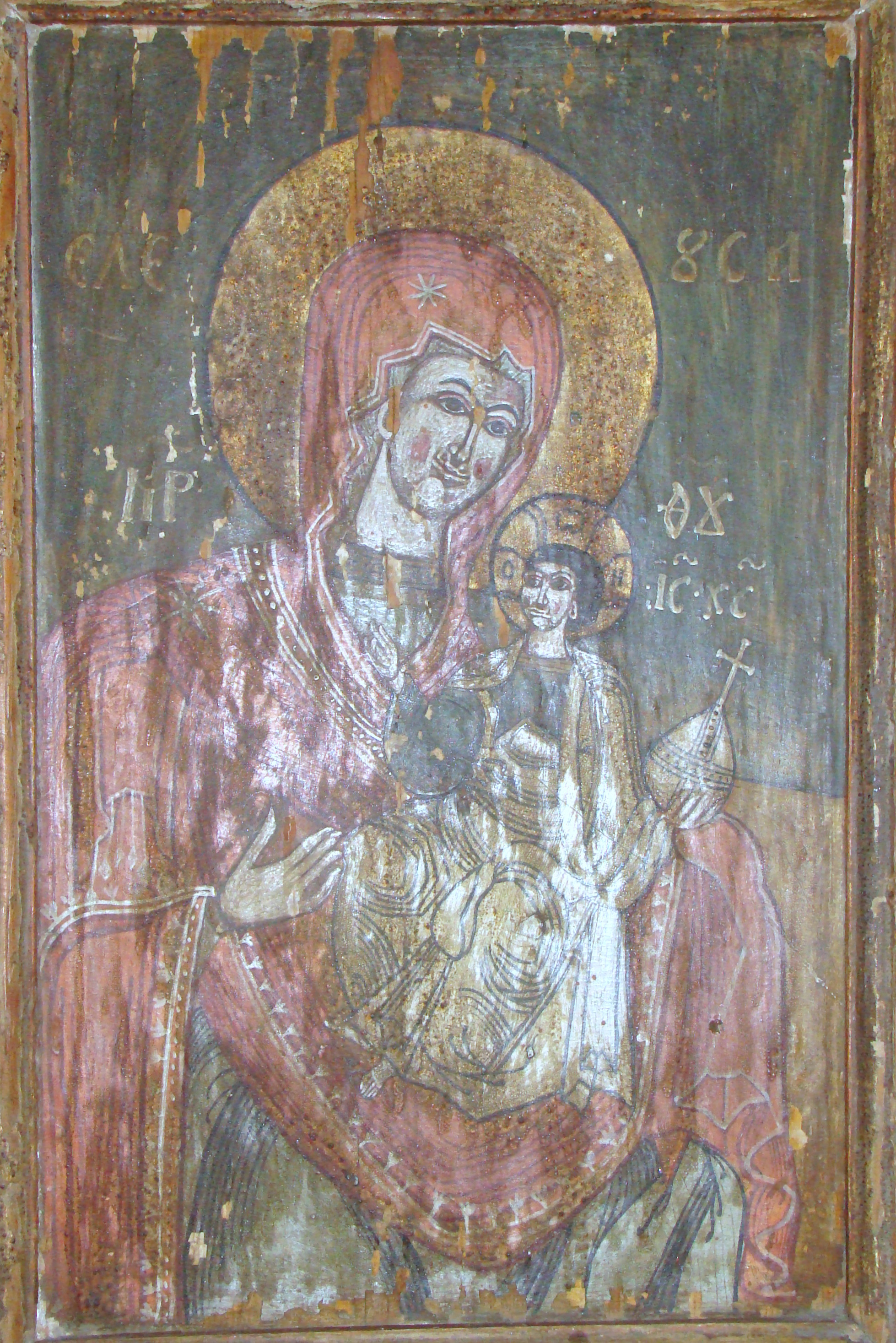
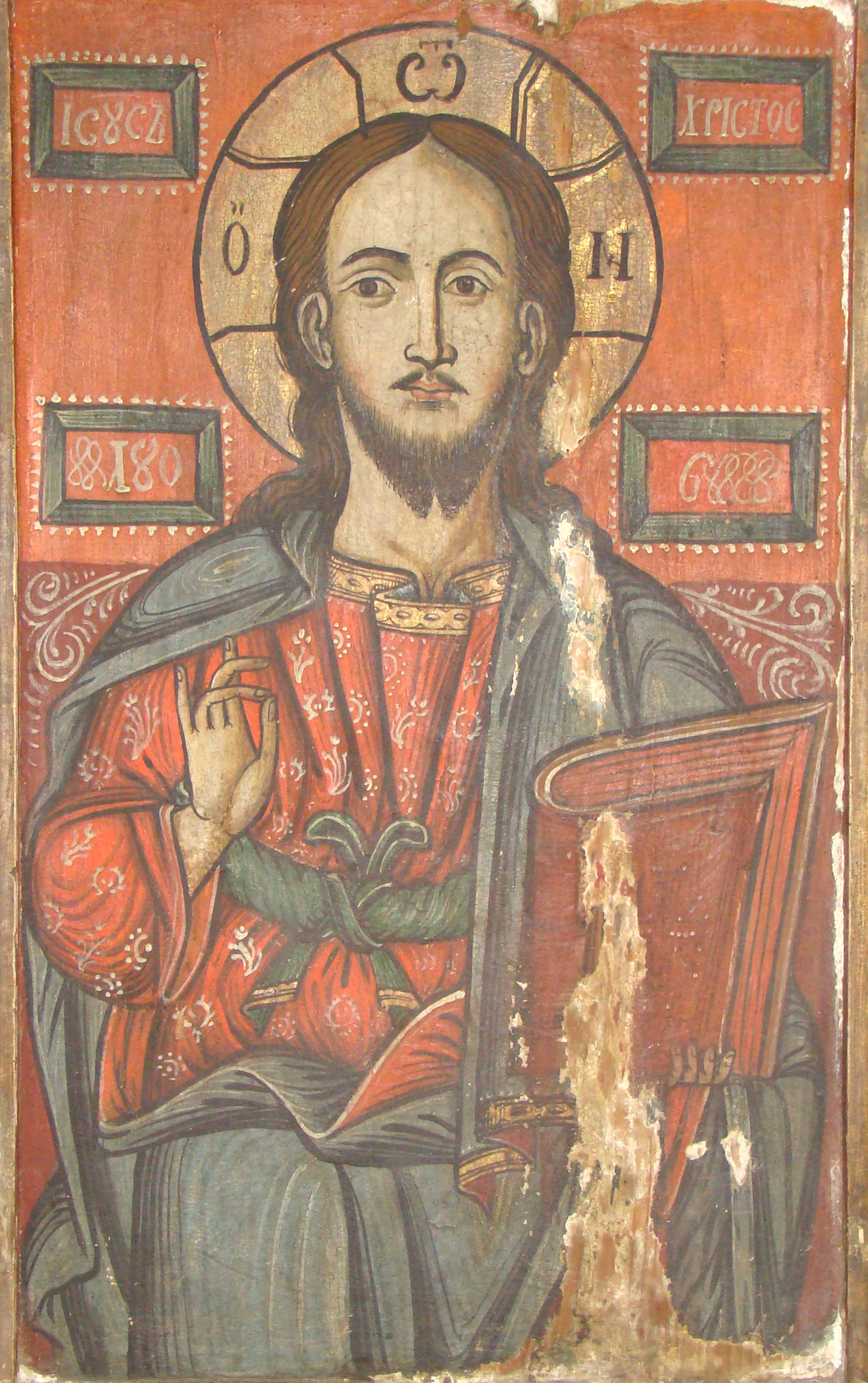
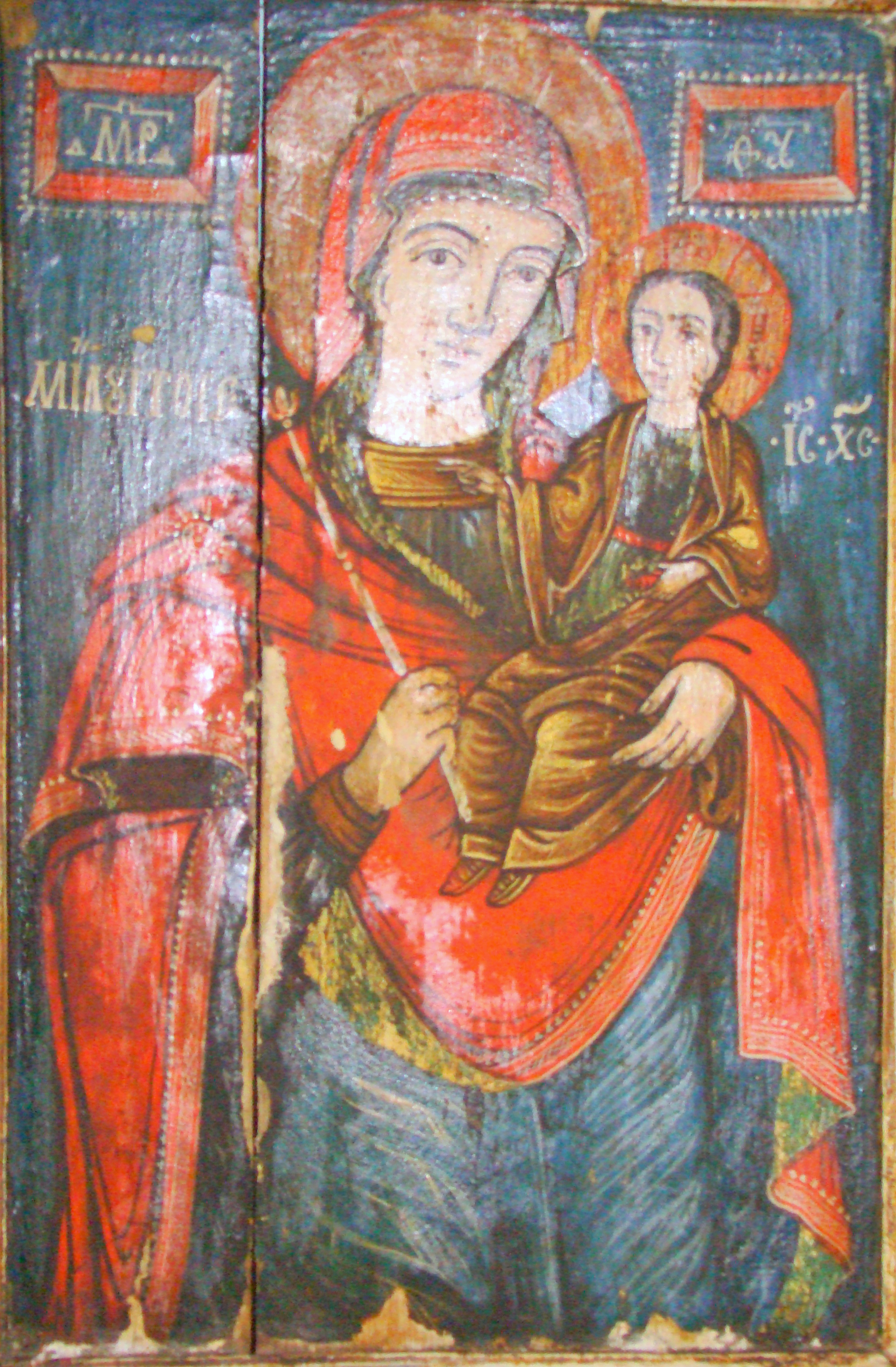
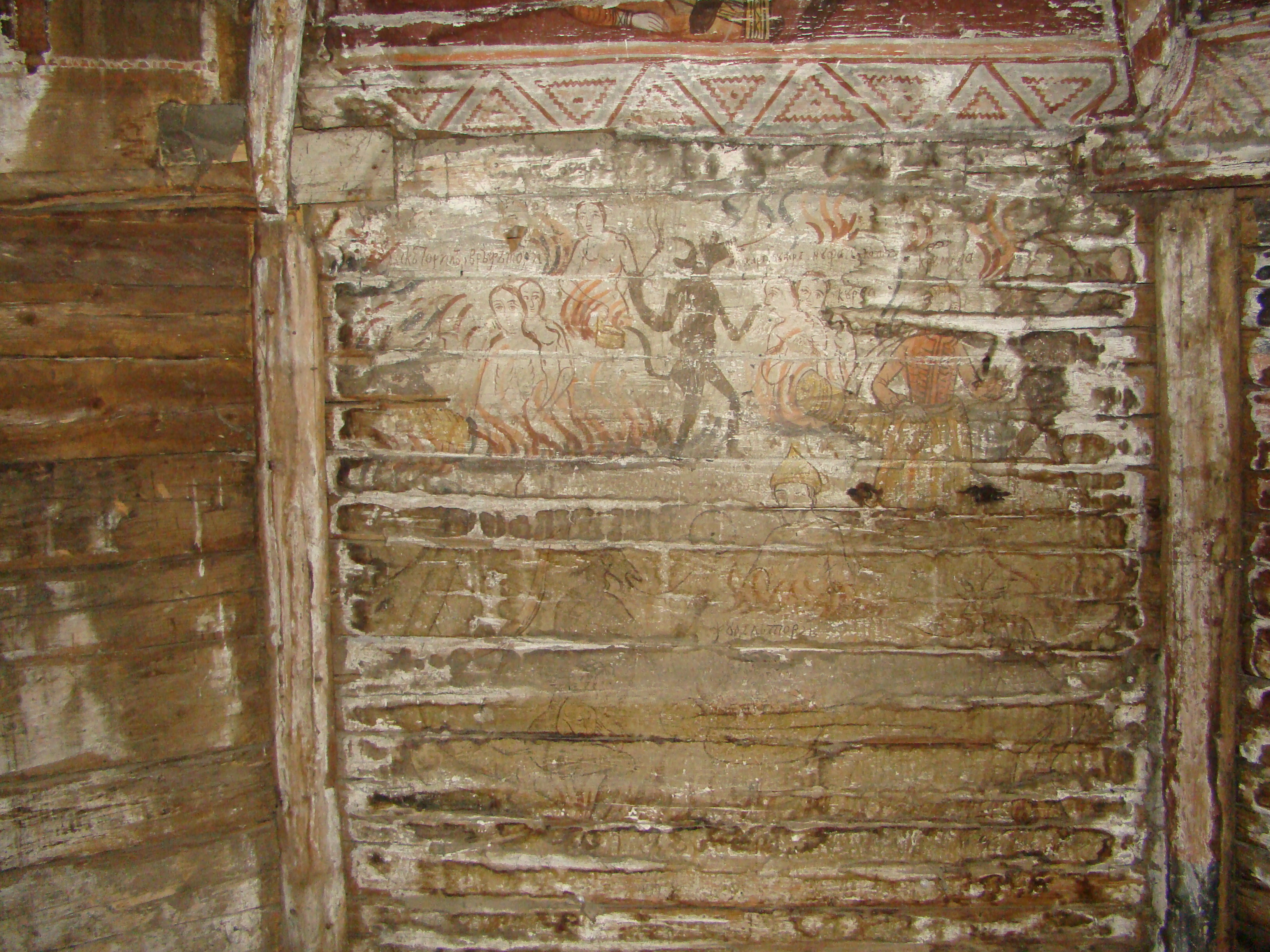
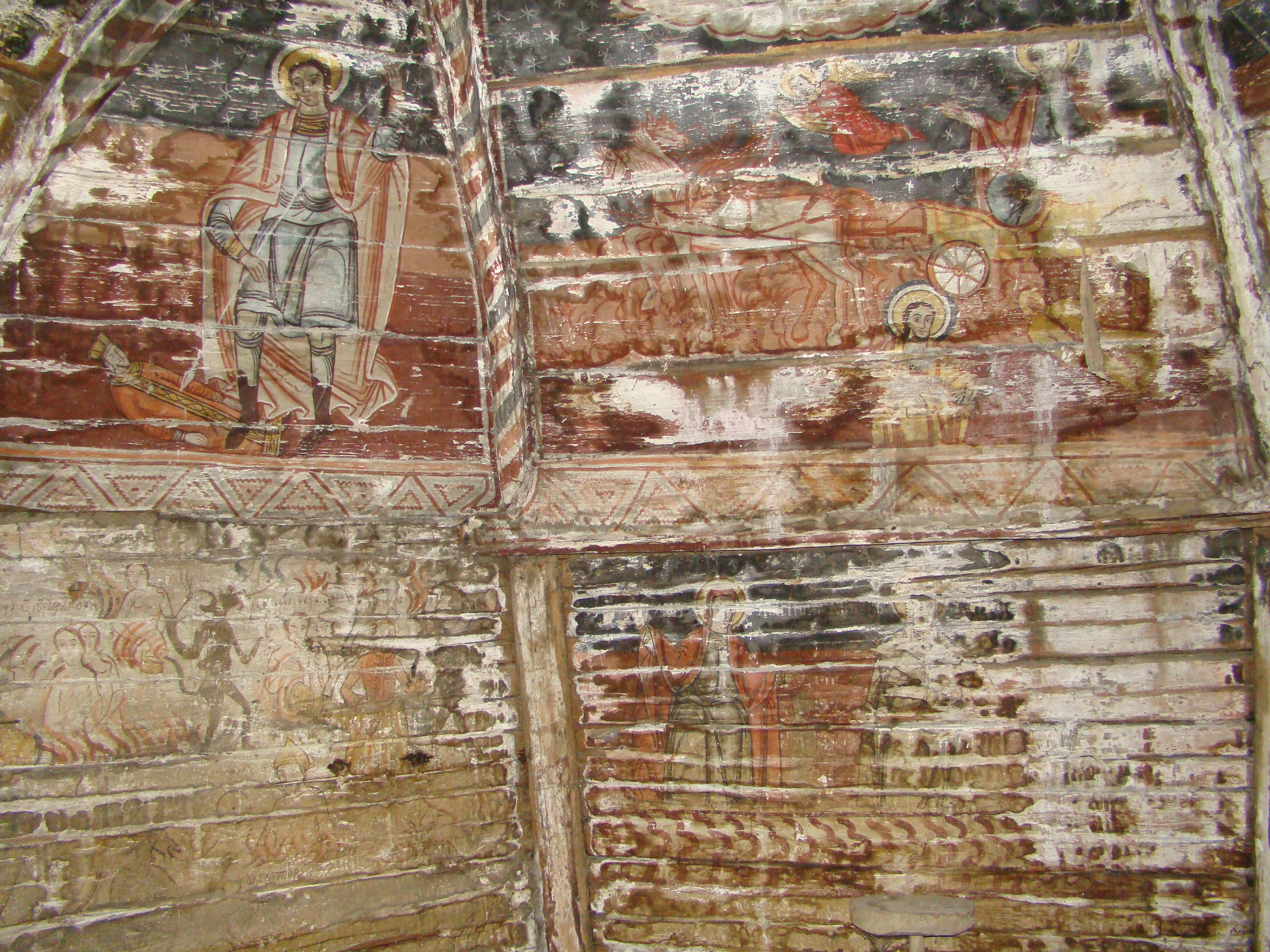
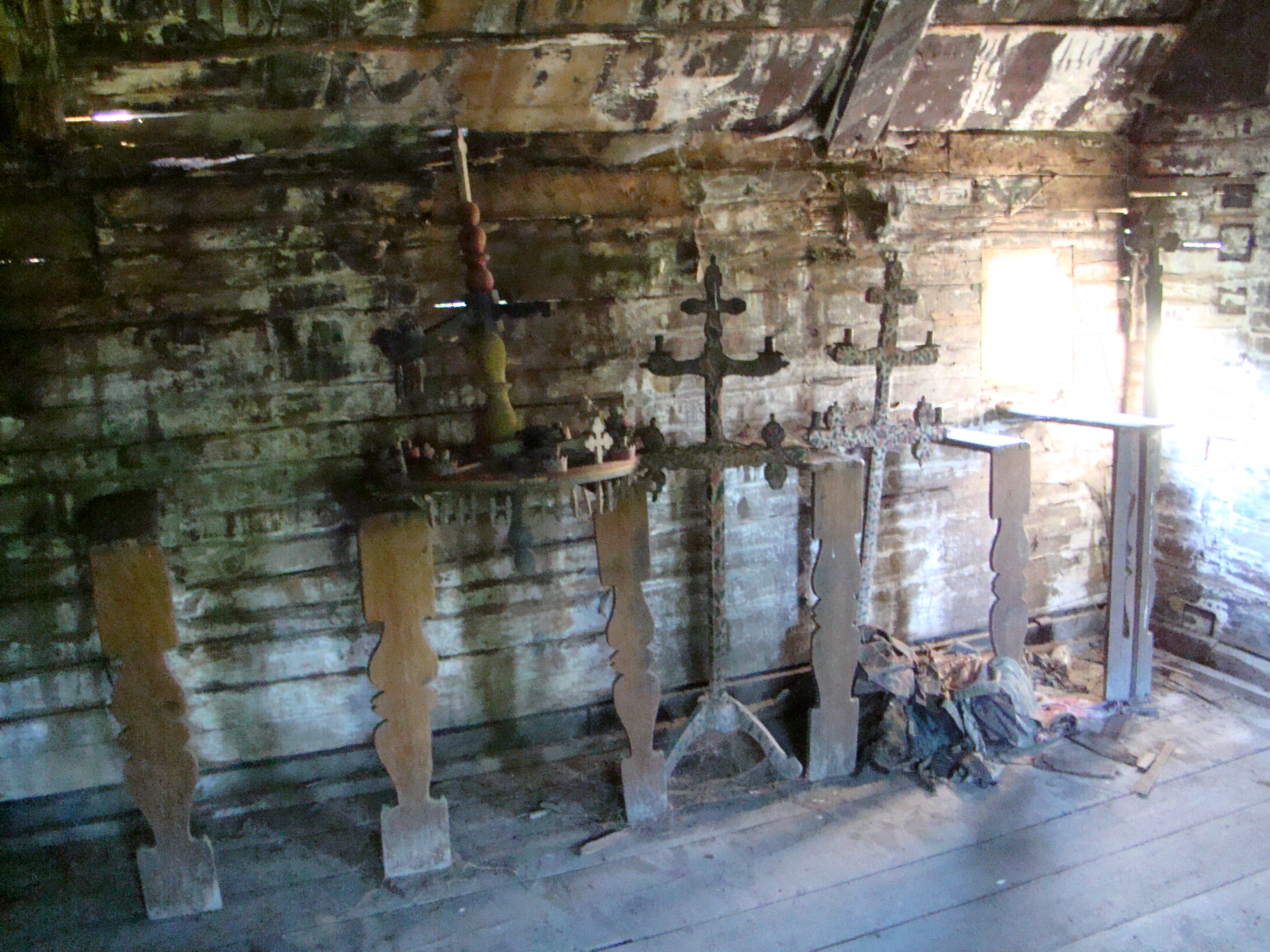
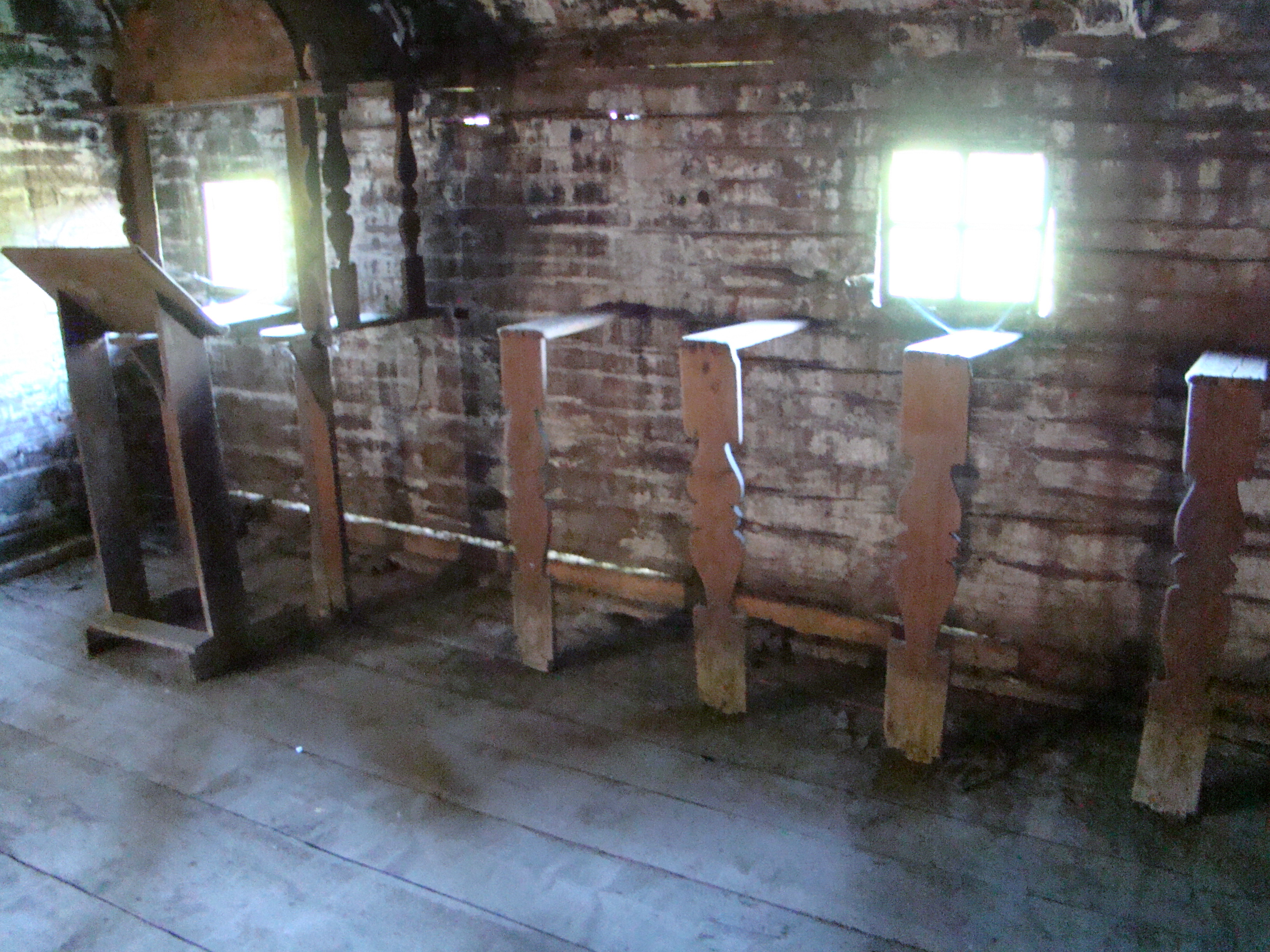
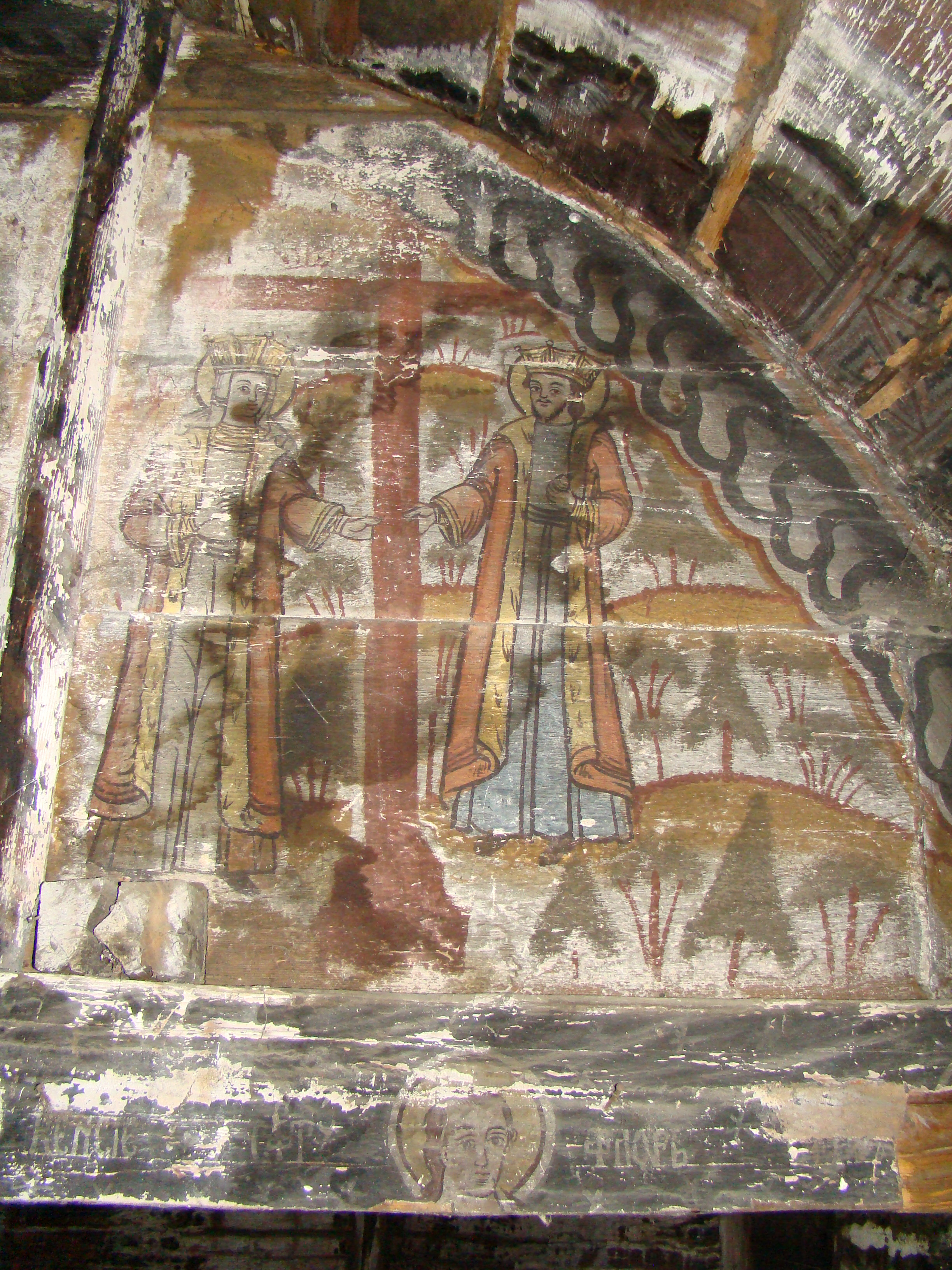
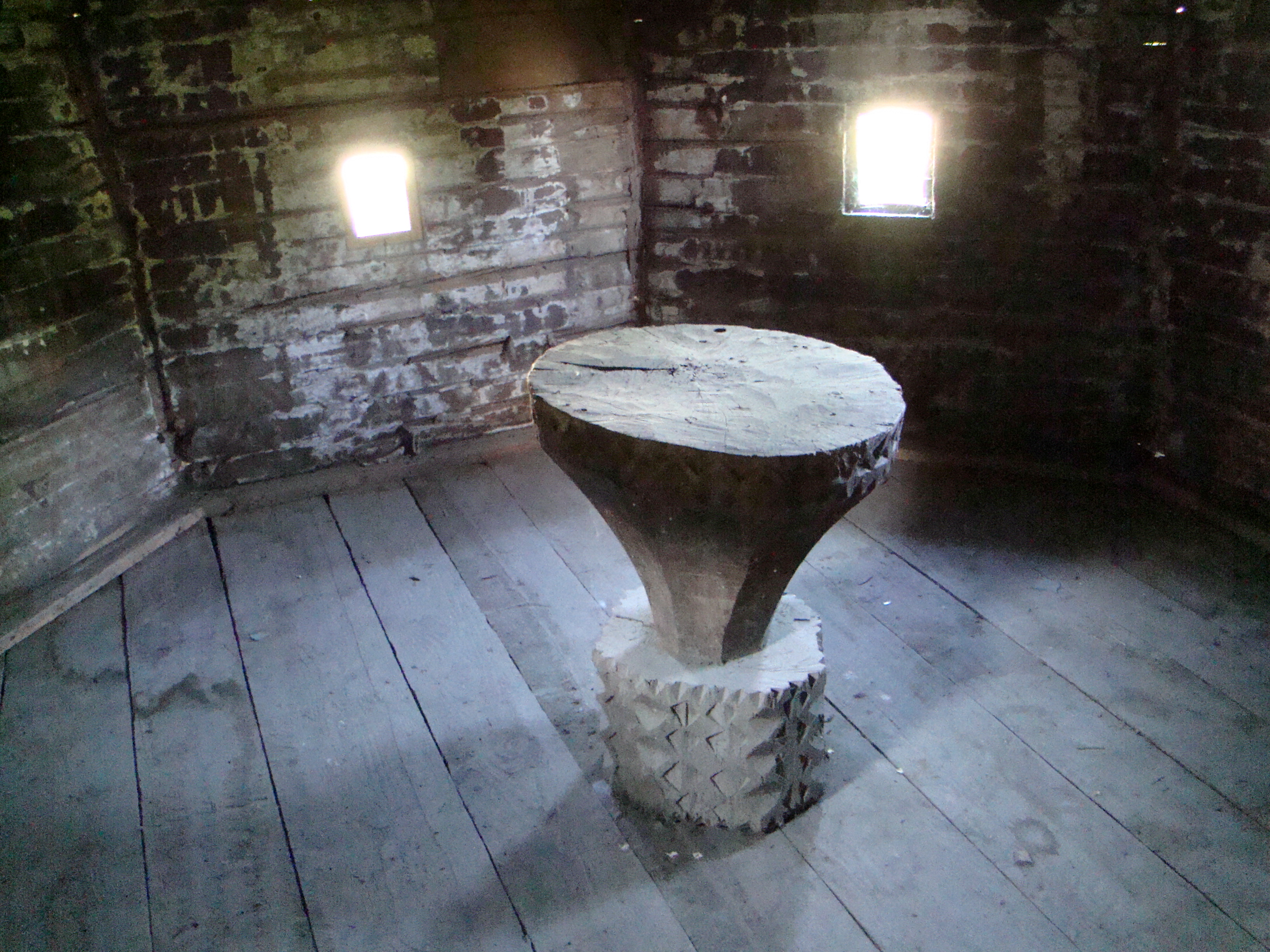
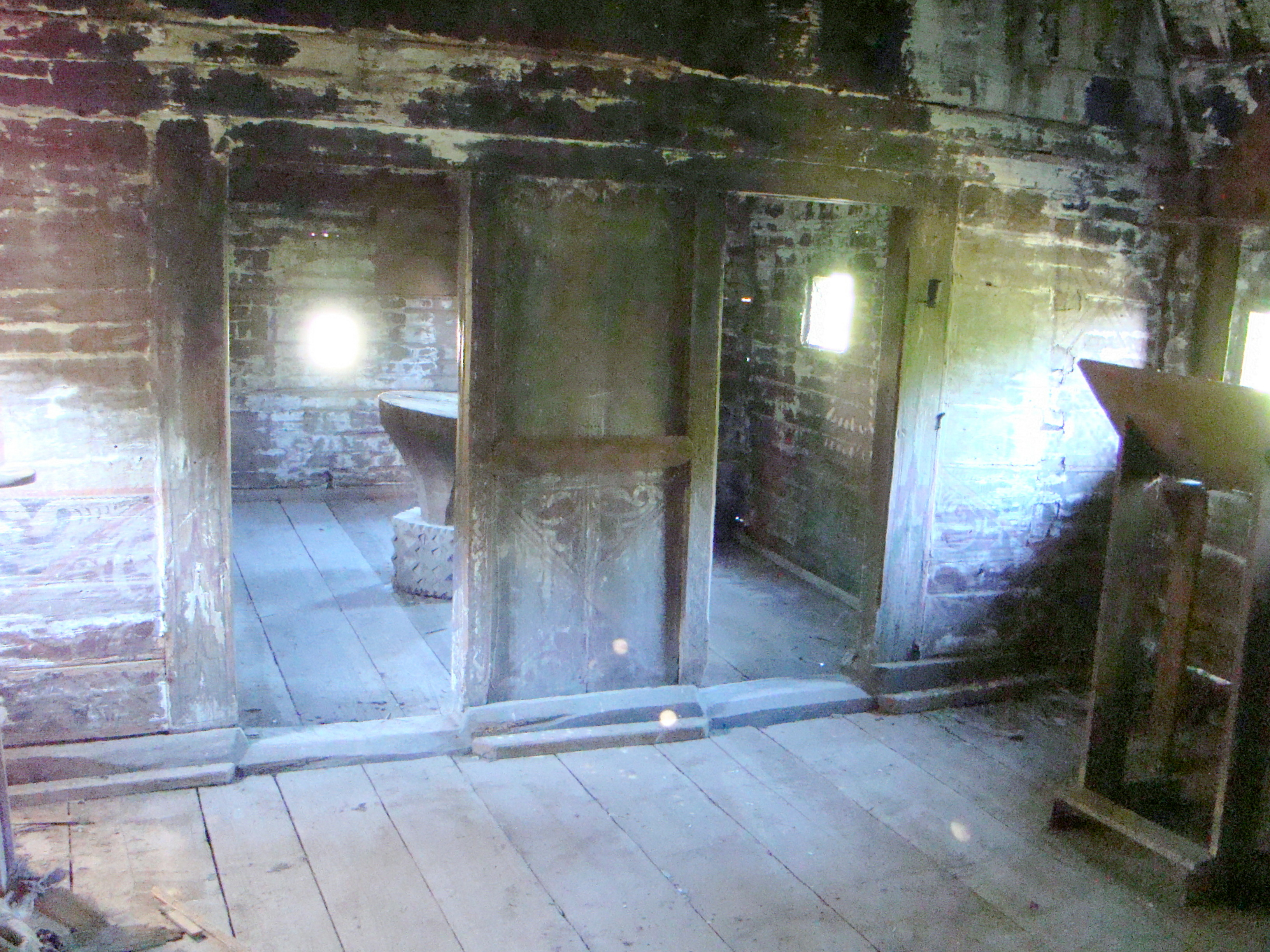
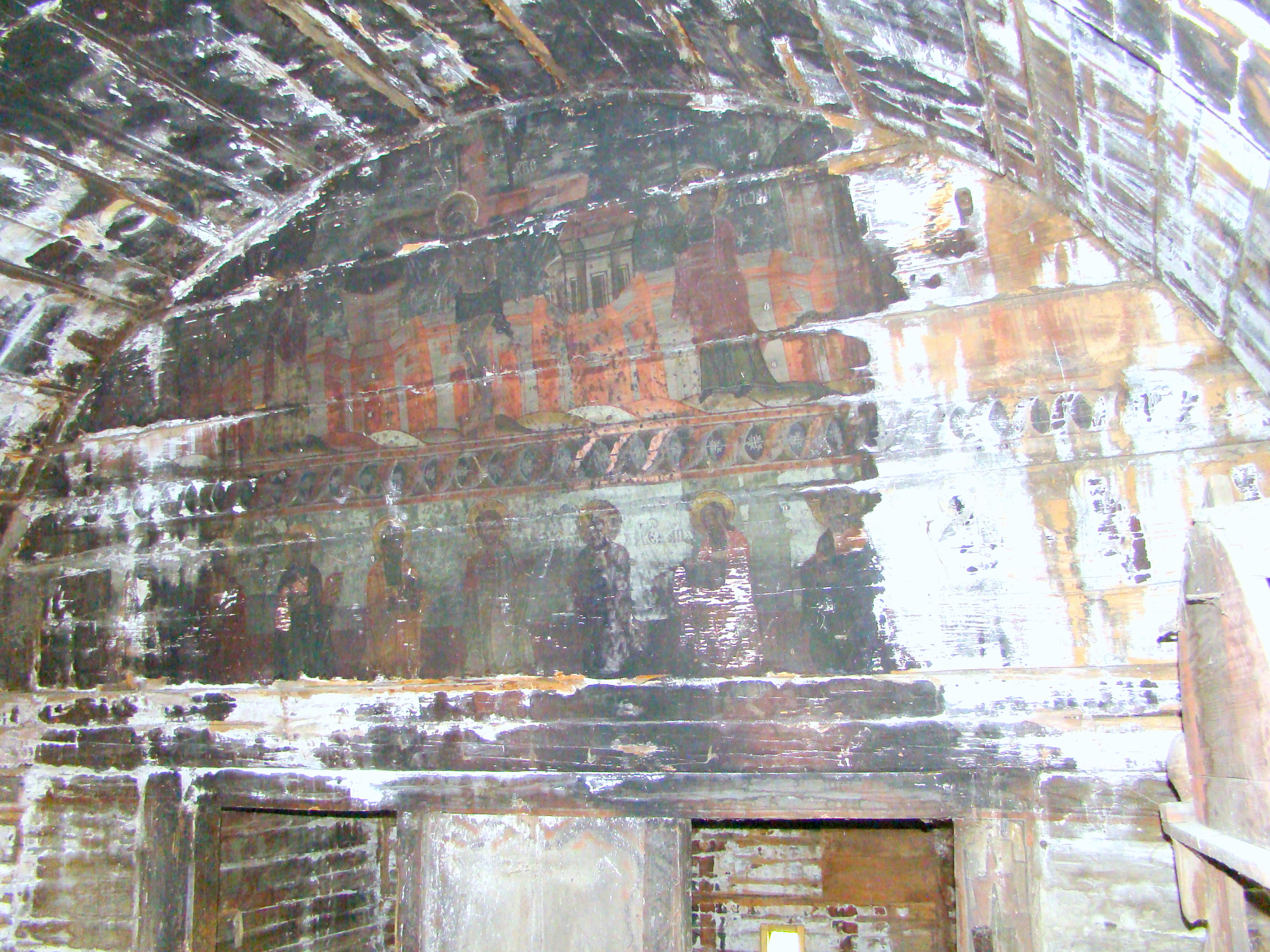
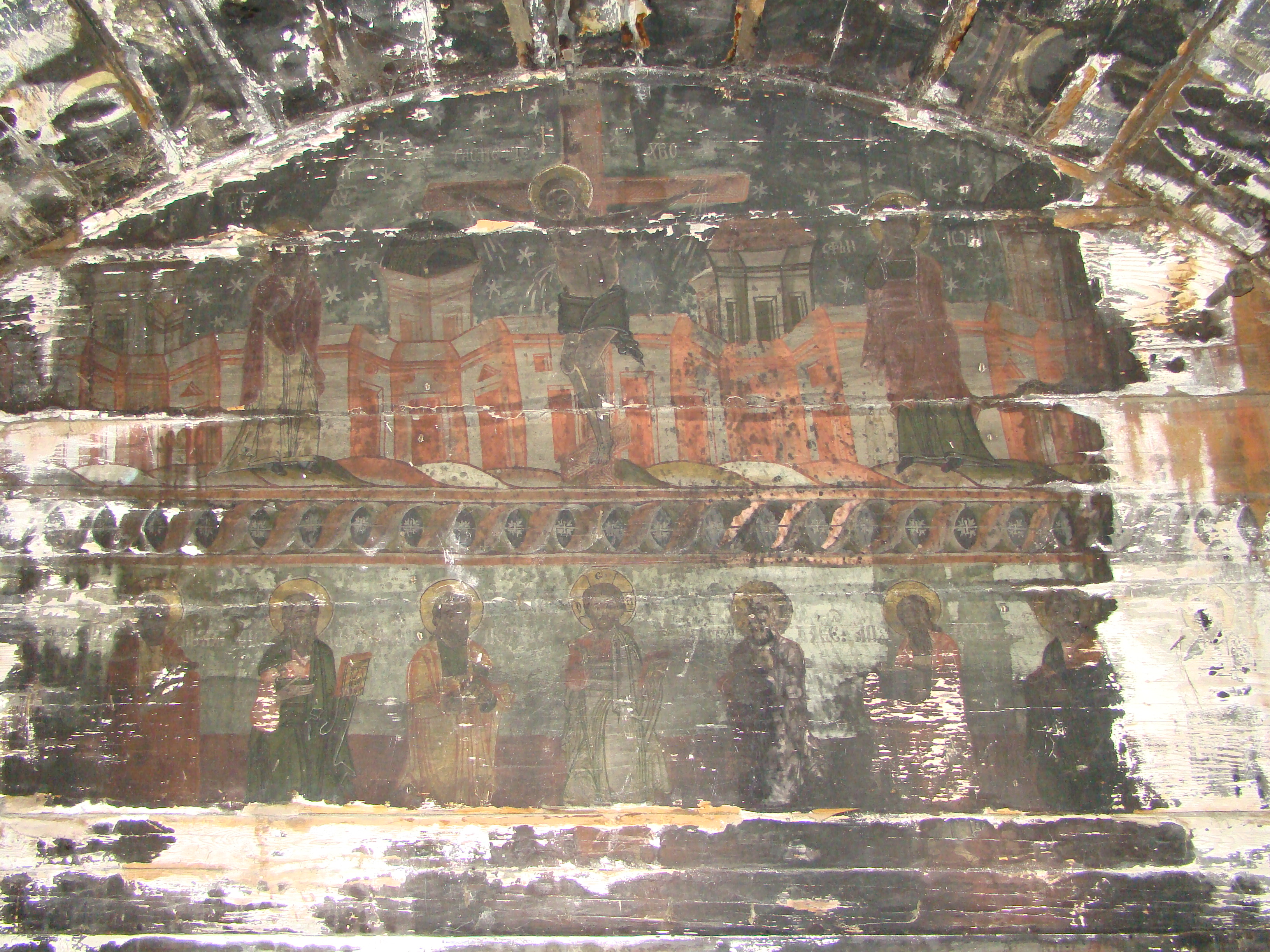
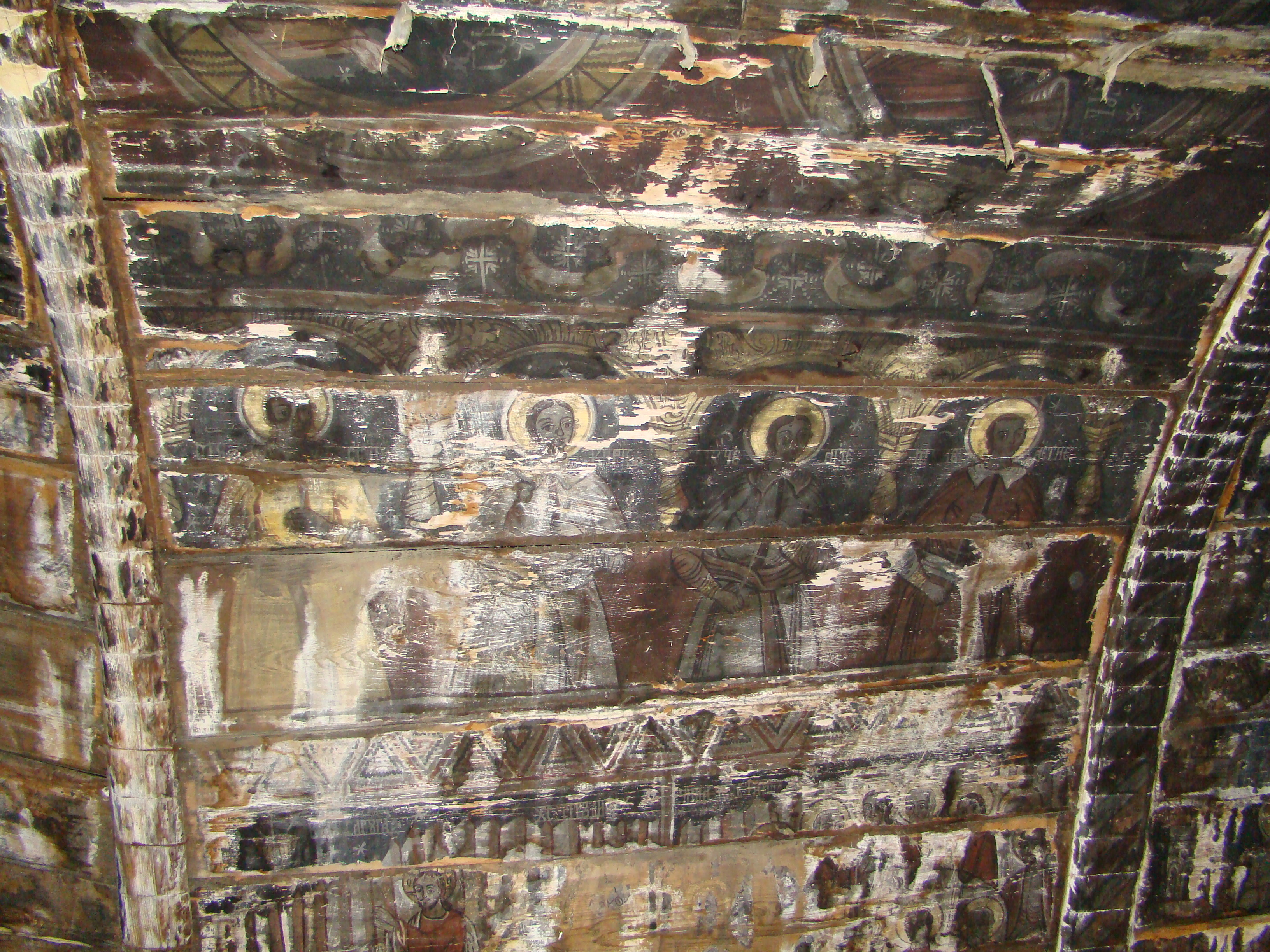
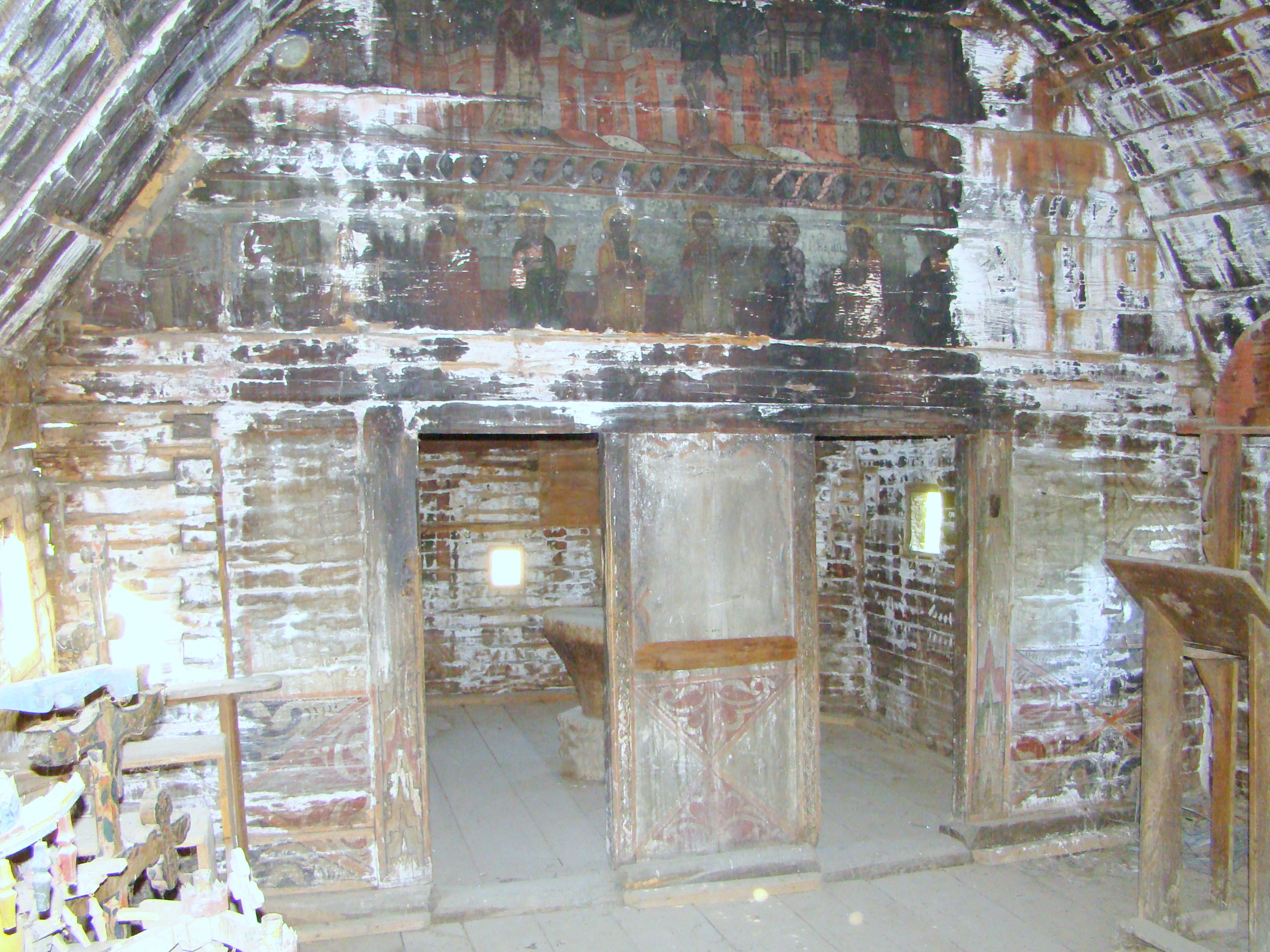
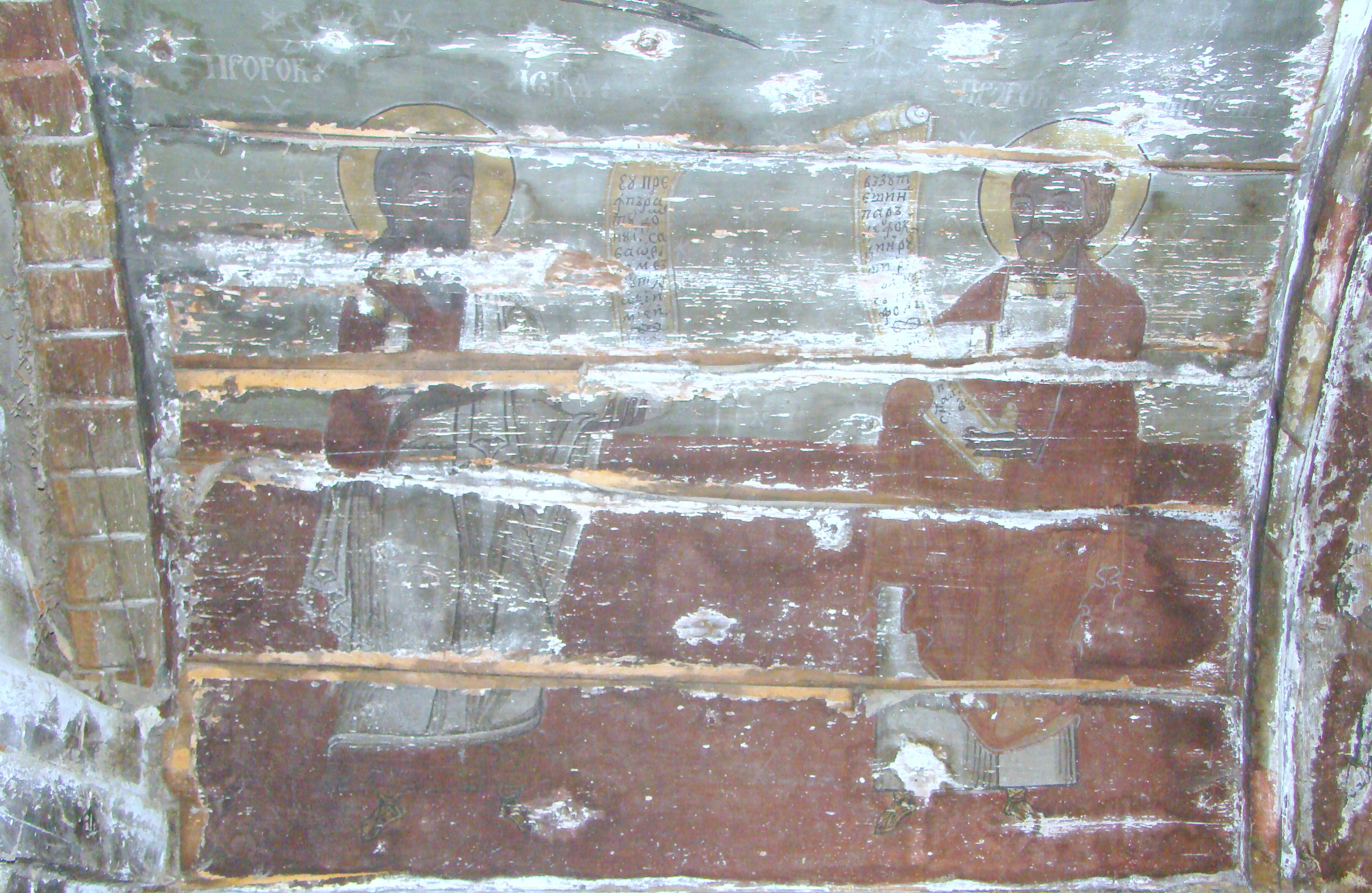
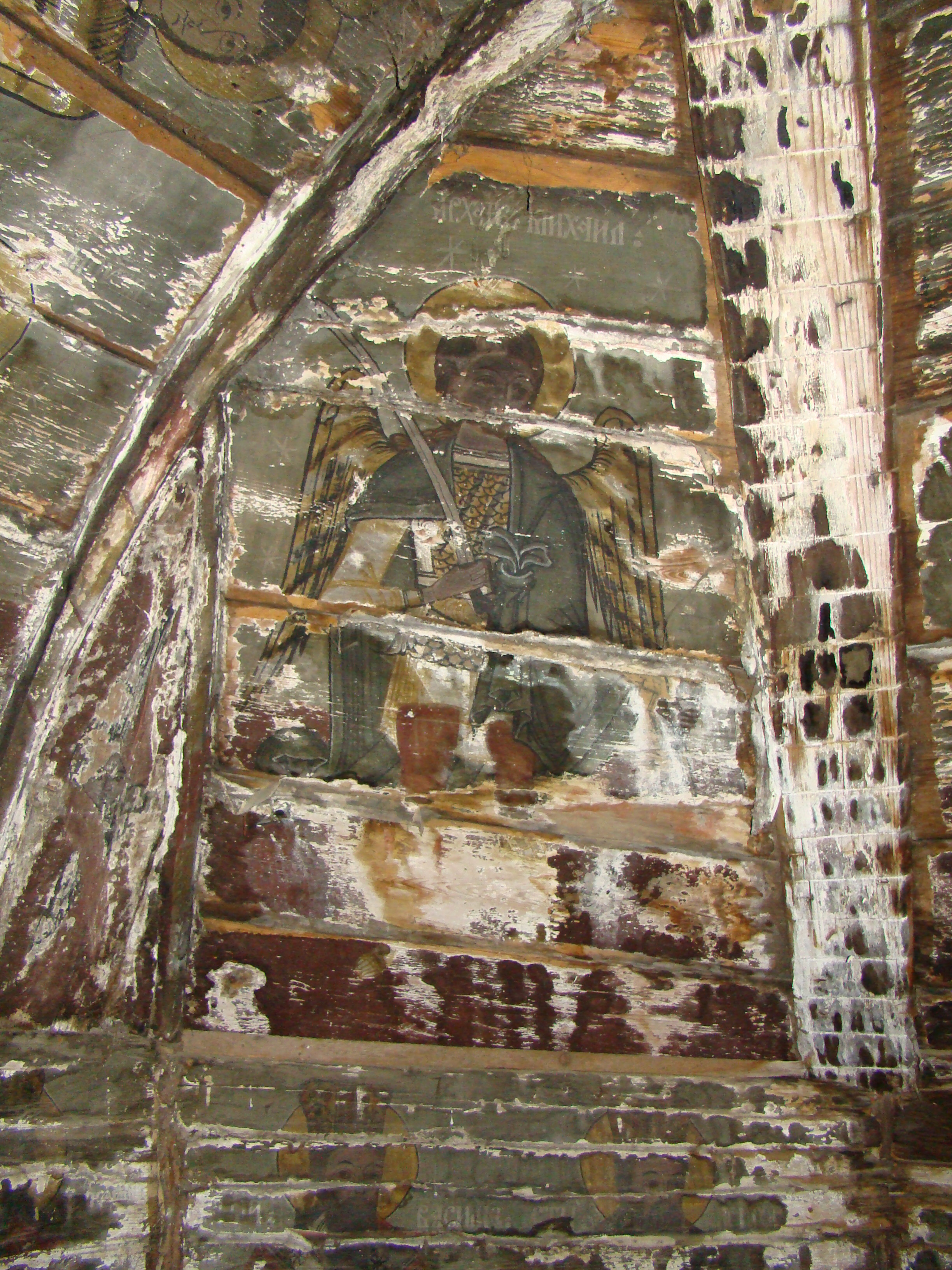
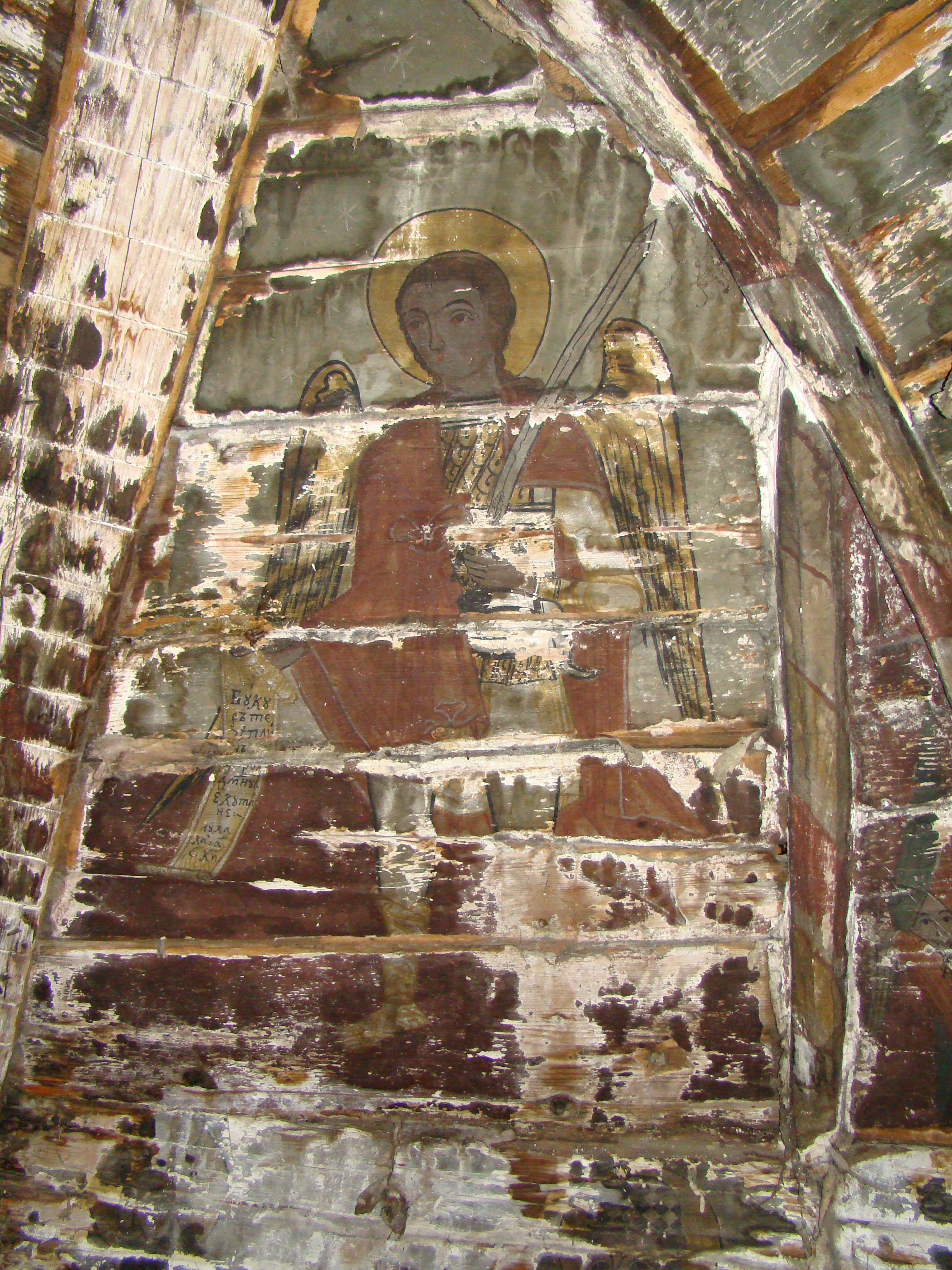
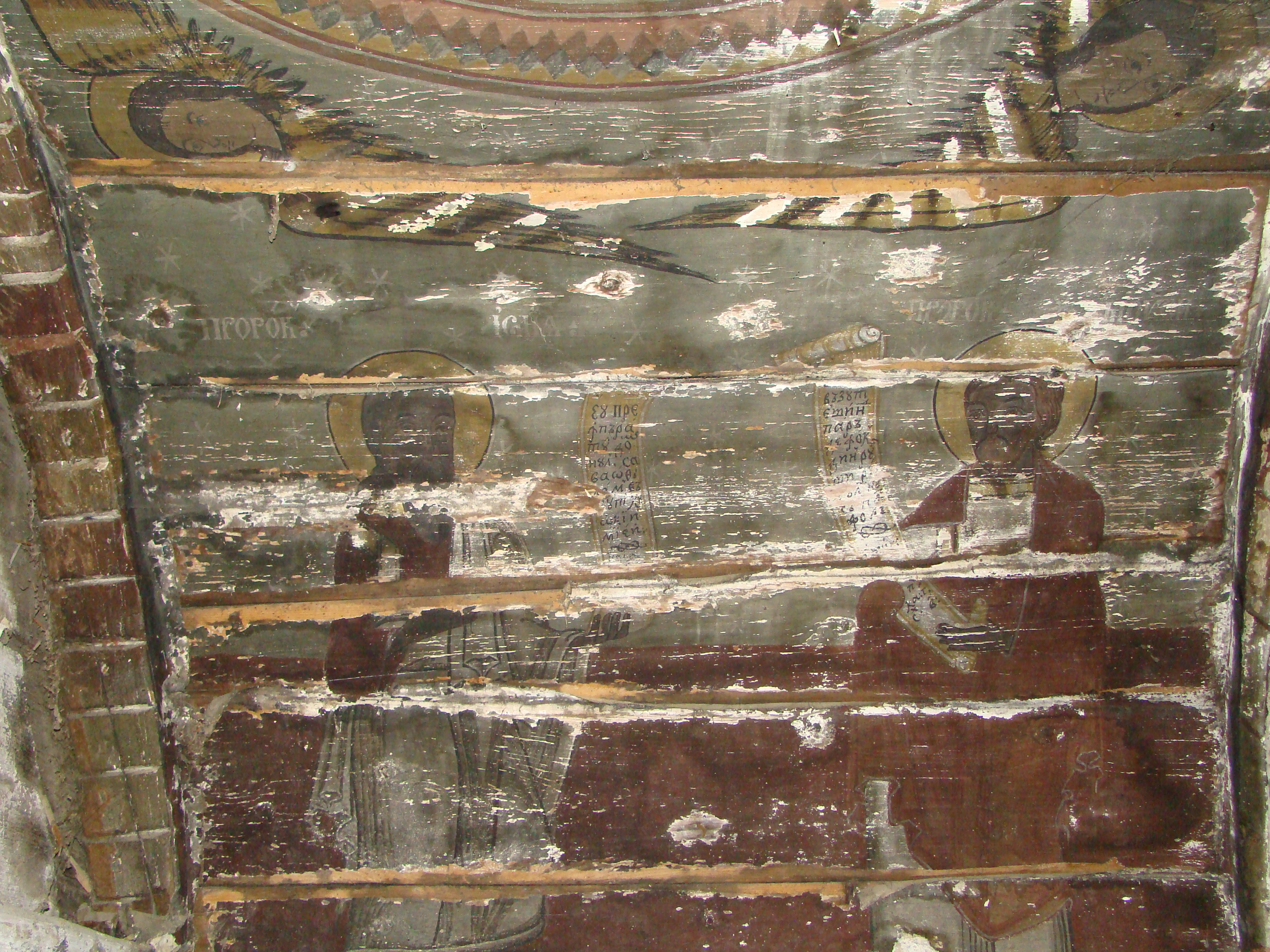
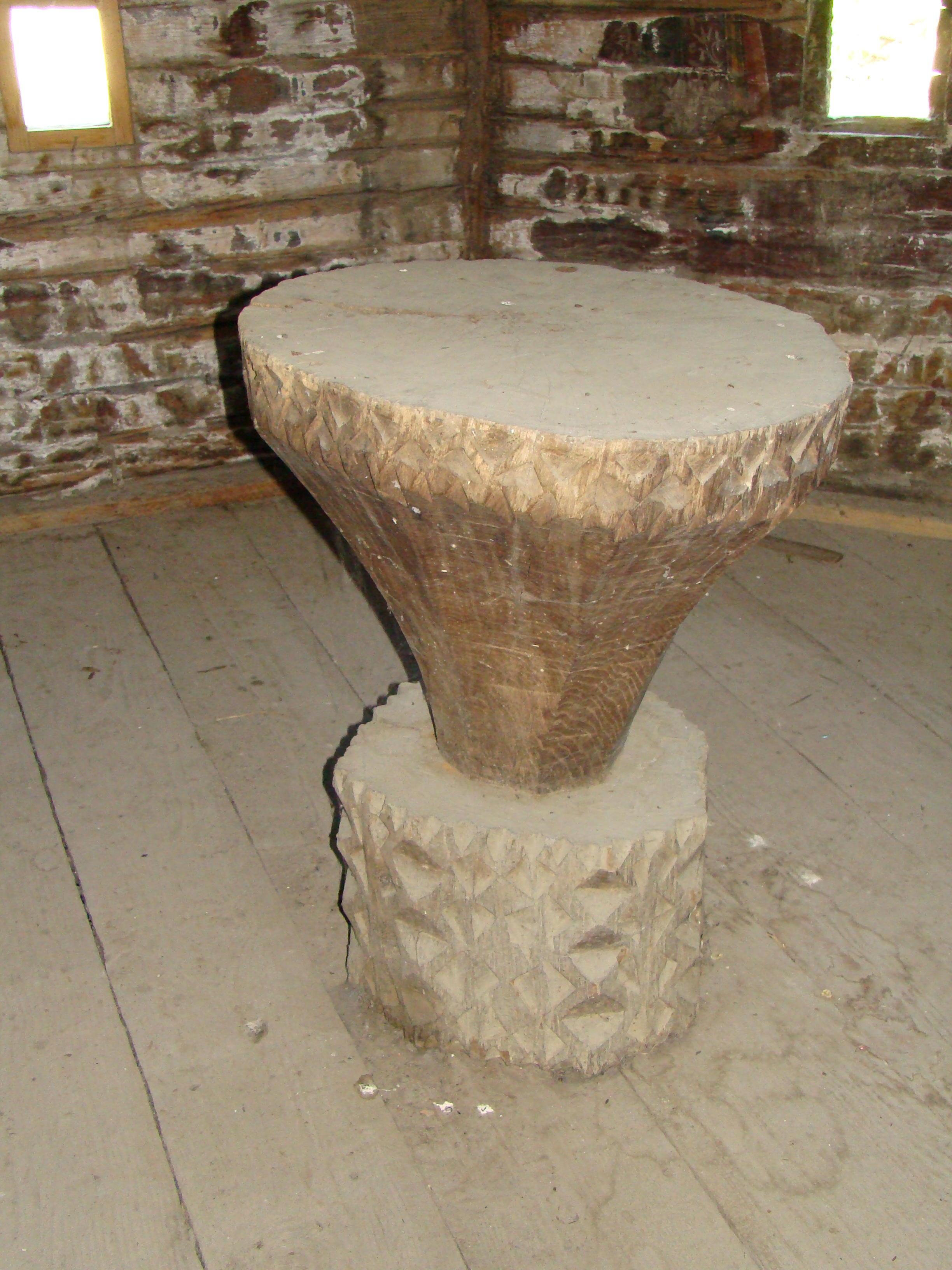
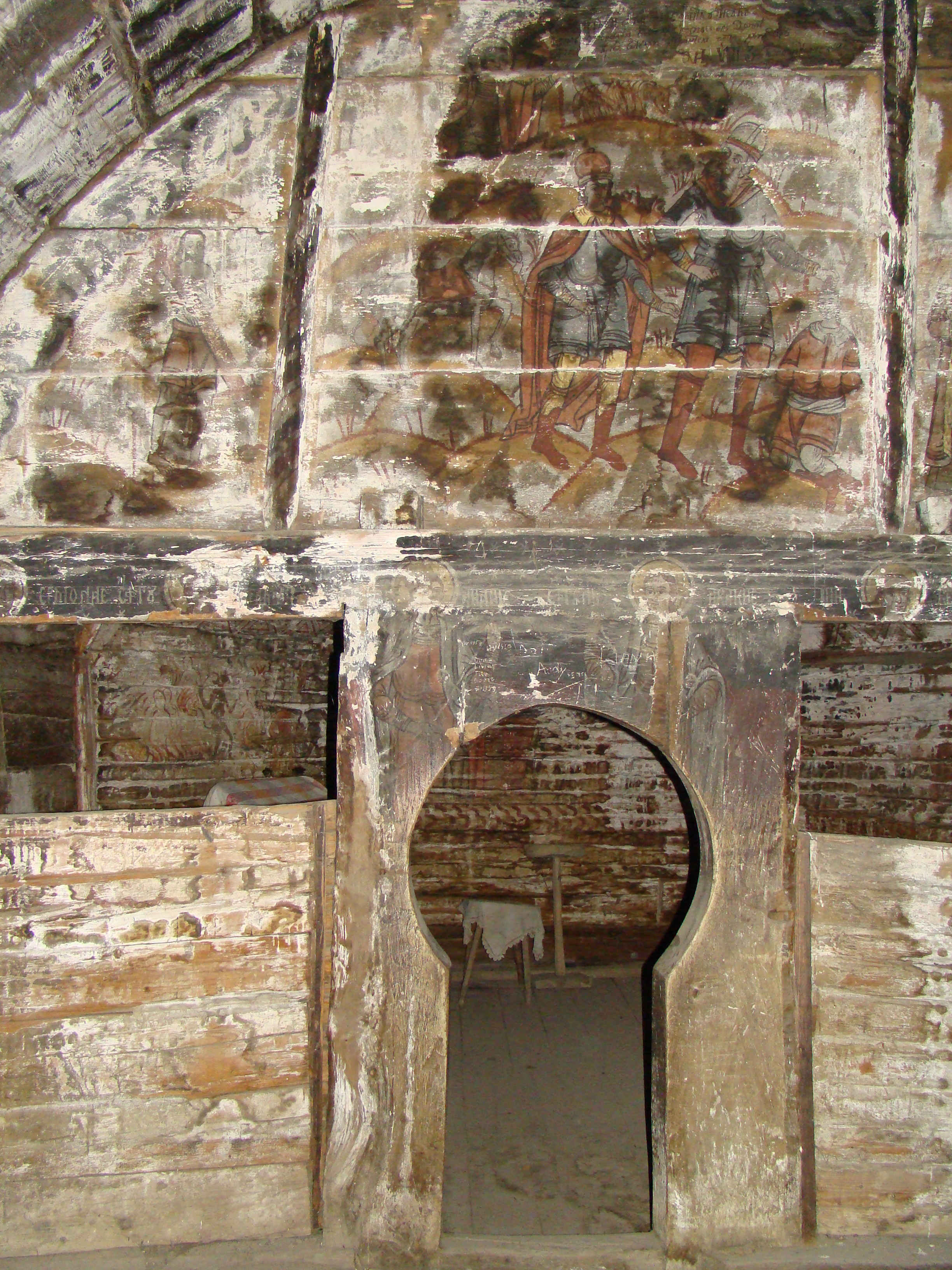
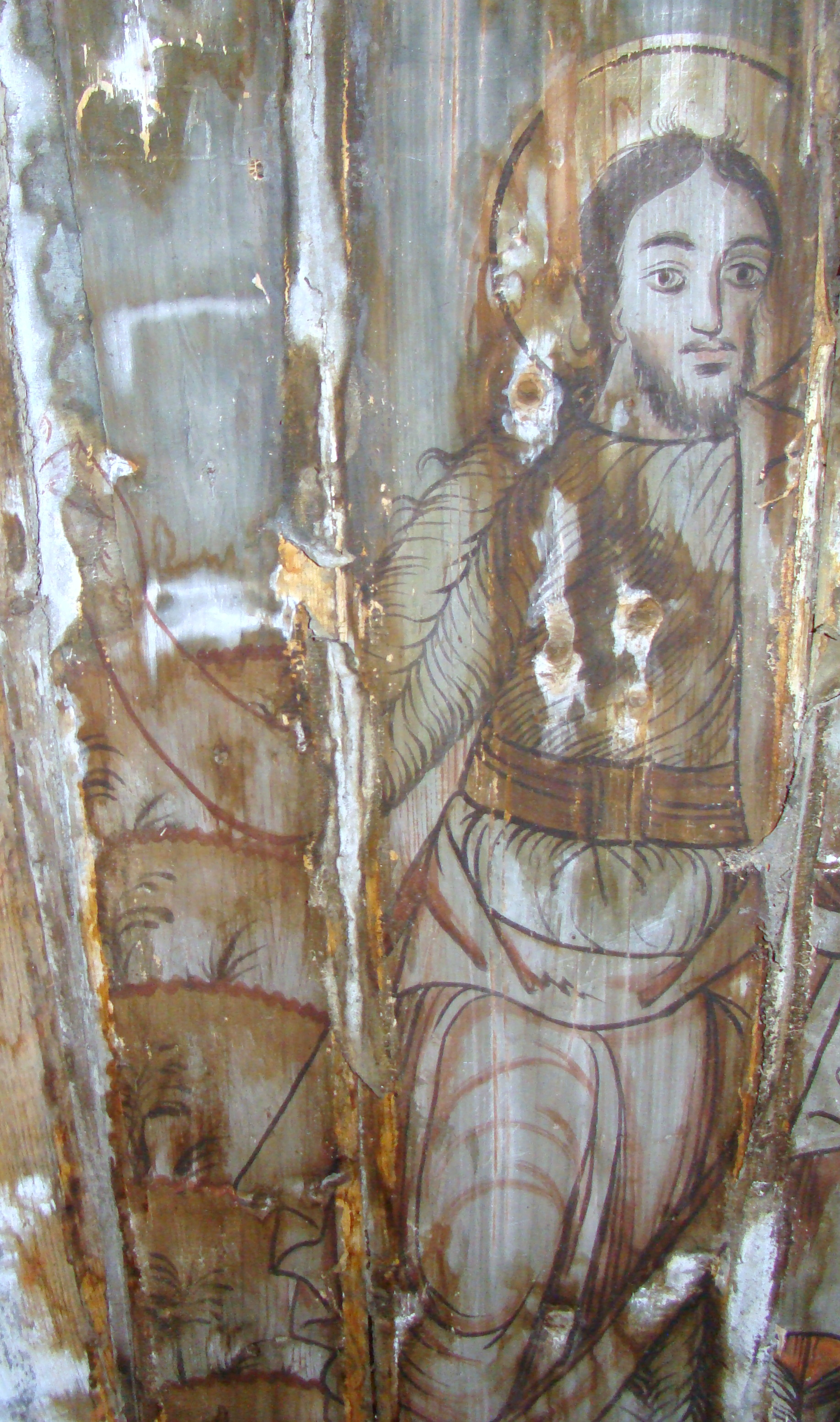
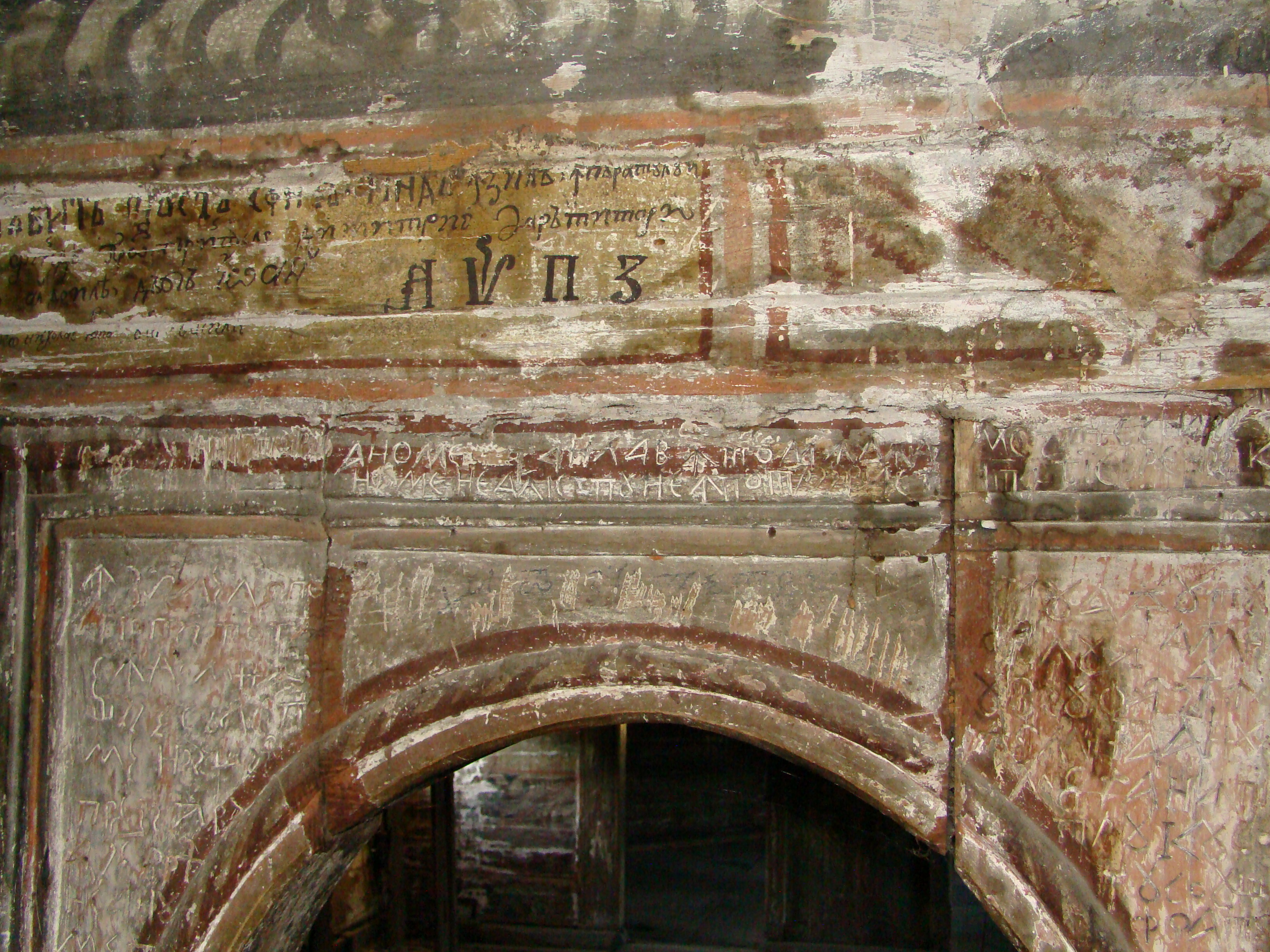
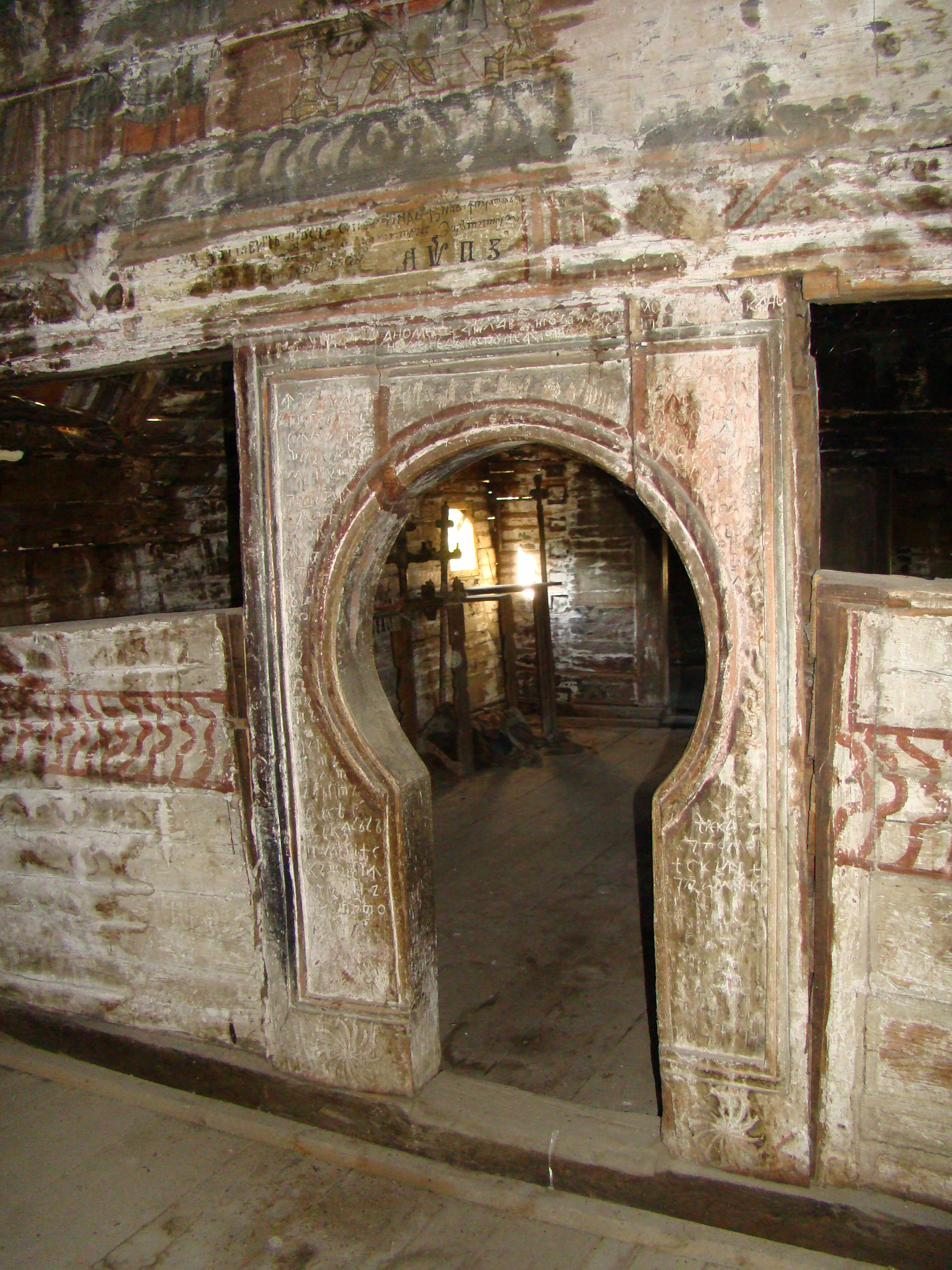